# Liste der Deutschen Mannschaftsmeister im Fechten

Logo des Deutschen Fechter-Bunds

Die Liste der Deutschen Mannschaftsmeister im Fechten listet alle Siegerinnen und Sieger der Deutschen Meisterschaften im Mannschaftsfechten sowie – soweit bekannt – die Zweit- und Drittplatzierten sowie die Mannschaftsaufstellungen auf. Während Deutsche Einzelmeisterschaften bereits seit 1896 ausgetragen wurden, starteten die Herren-Mannschaftsmeisterschaften, vom Deutschen Fechter-Bund ausgetragen, erst 1913. Mannschaftsmeisterschaften der Damen gab es erstmals 1937.
In der Regel werden die Meisterschaften jährlich ausgetragen. Der Modus änderte sich mit der Zeit. Anfangs wurden die Mannschaftskämpfe in Einzelgefechten ausgetragen, wobei die Mannschaft mit der größeren Anzahl an Siegen gewann. Später wurde der Stafettenmodus eingeführt, in dem auf insgesamt 45 Treffer gefochten wird und sich die Fechter nach jeweils fünf Treffern oder drei Minuten Kampfzeit abwechseln.

## Herren

### Florett
| Jahr      | Gold | Silber                                                               | Bronze                                                                    |
| --------- | --- | -------------------------------------------------------------------- | ------------------------------------------------------------------------- |
| 1913–1920 | nicht ausgetragen | nicht ausgetragen                                                    | nicht ausgetragen                                                         |
| 1921      | Dresdner Fecht-Club (Adam, Angermann, Richter)                                                                               | Hermannia Frankfurt (Jack, Moos, Müller, Schön)                      | Berliner Fechtclub (Casmir, Sommer, Hoops Sen., Ruddigkeit)               |
| 1922      | nicht ausgetragen | nicht ausgetragen                                                    | nicht ausgetragen                                                         |
| 1923      | Hermannia Frankfurt (Jack, Schön, Müller, Moos)                                                                              | Fechtclub Offenbach (de Bary, Lichtenfels, Thomson)                  | Dresdner Fecht-Club (Casmir, Naumann, Angermann, Klauder)                 |
| 1924      | Hermannia Frankfurt (Casmir, Jack, Müller, Schön)                                                                            | Fechtclub Offenbach (Hans Halberstadt, Lichtenfels, Thomson, Talman) | DFC Hannover (Lock, Klinzer, Krause, Schrader)                            |
| 1925      | Hermannia Frankfurt (Casmir, Jack, Moos, Schön)                                                                              | Fechtclub Offenbach (Hans Halberstadt, Gazzera, Talman, Thomson)     | Dresdner Fecht-Club (Gössel, Haase, Hessel, Leonhard)                     |
| 1926      | Hermannia Frankfurt (Casmir, Moos, Schön, Jack)                                                                              | Fechtclub Offenbach (Lock, Krause, Schinn, Schrader)                 | Fechtklub Darmstadt (unbekannt)                                           |
| 1927      | Hermannia Frankfurt (Casmir, Moos, Schön, Müller, Rosenbauer)                                                                | Hamburger FC (Talman, Körner, Ohlsen, Kessemeier)                    | Fechtclub Offenbach (Wolpe, Mayer, Halberstadt, Hensel, Thomson)          |
| 1928      | Hermannia Frankfurt (Casmir, Moos, Becker, Jack)                                                                             | Fechtclub Offenbach (Gazzera, Mayer, Stroh, Halberstadt)             | Hamburger FC (Kessemeier, Körner, Ohlsen, Röthig)                         |
| 1929      | Hermannia Frankfurt (Casmir, Jack, Eisenecker, Moos, Rosenbauer)                                                             | Berliner Fechtclub (Ruddigkeit, Kappstein, Sommer, Gerresheim)       | Gruppe 5 Bayern (Bergan, Liebscher, Gyenis, Sandler, Panzer)              |
| 1930      | Hermannia Frankfurt (Casmir, Rosenbauer, Eisenecker, Becker)                                                                 | TV 1860 Frankfurt (Löffler, Jacob, Wahl, Büdinger)                   | Fechtclub Wiesbaden (Klöckner, Cron, Adam, Petry)                         |
| 1931      | Hermannia Frankfurt (Casmir, Rosenbauer, Jewarowski, Eisenecker)                                                             | TV Chemnitz (Berthold, Buder, Postel, Riedel)                        | Hamburger FC (Ohlsen, Körner, Röthig, Fera)                               |
| 1932      | Hermannia Frankfurt (Casmir, Rosenbauer, Eisenecker, Jörger, Müller)                                                         | TV 1860 Frankfurt (Büdinger, Jacob, Löffler, Martin, Wahl, )         | TK Hannover (Raupach, Hoffmeister, Wollermann, Berger)                    |
| 1933      | nicht ausgetragen | nicht ausgetragen                                                    | nicht ausgetragen                                                         |
| 1934      | Hermannia Frankfurt (Eisenecker, Rosenbauer, Jörger, Jewarowski)                                                             | TV Offenbach (Heim, J. Thomson, Schäfer, Stork)                      | FSpV Hamburg (Hagen, Ittner, Mahnke, Rodop, Rosenthal)                    |
| 1935      | Hermannia Frankfurt (Lerdon, Eisenecker, Jewarowski, Rosenbauer)                                                             | TV Offenbach (Heim, J. Thomson, Schäfer, Stork)                      | TV Ulm (Geiwitz, Uhlmann, Geyer, Sauter)                                  |
| 1936      | nicht ausgetragen | nicht ausgetragen                                                    | nicht ausgetragen                                                         |
| 1937      | Hermannia Frankfurt (Becker, Casmir, Eisenecker, Jewarowski, Lerdon, Rosenbauer)                                             | SG SS Berlin (Hainke, Hettmer, Körner, Liebscher)                    | TV Offenbach (Heim, Hermann, Schäfer, Stork, J. Thomson, Zaiß)            |
| 1938      | Hermannia Frankfurt (Bauer, Becker, Casmir, Eisenecker, Lerdon, Rosenbauer)                                                  | SG SS Berlin (Körner, Liebscher, Hainke, Baumann, Wendtland, Losert) | Fechtclub Wiesbaden (Adam, Cron, Klöckner, Metzger, Wettengel)            |
| 1939–1950 | nicht ausgetragen | nicht ausgetragen                                                    | nicht ausgetragen                                                         |
| 1951      | Hermannia Frankfurt (unbekannt)                                                                                              | TK Hannover (unbekannt)                                              | TV Ulm (unbekannt)                                                        |
| 1952      | Hermannia Frankfurt (unbekannt)                                                                                              | TSG Ulm (unbekannt)                                                  | MTV München von 1879 (unbekannt)                                          |
| 1953      | Hermannia Frankfurt (unbekannt)                                                                                              | Kölner FK (unbekannt)                                                | FSG Iserlohn (unbekannt)                                                  |
| 1954      | Hermannia Frankfurt (unbekannt)                                                                                              | TSG Ulm (unbekannt)                                                  | MTV München von 1879 (unbekannt)                                          |
| 1955      | Hermannia Frankfurt (unbekannt)                                                                                              | TSG Ulm (unbekannt)                                                  | FSG Iserlohn (unbekannt)                                                  |
| 1956      | OFC Bonn (Mehl, Eberhard; Putzl, Heinz; Steffen, Roland und Theuerkauff, Jürgen)                                             | FSG Iserlohn (unbekannt)                                             | TV Offenbach (unbekannt)                                                  |
| 1957      | OFC Bonn (Mehl, Eberhard; Putzl, Heinz; Steffen, Roland; Theuerkauff, Jürgen und Waterloh, Elmar)                            | FSG Iserlohn (unbekannt)                                             | Tsch Freiburg (unbekannt)                                                 |
| 1958      | OFC Bonn (Montkowski, Max; Putzl, Heinz; Steffen, Roland; Theuerkauff, Jürgen und Waterloh, Elmar)                           | MTV München von 1879 (unbekannt)                                     | OFC Bonn II (unbekannt)                                                   |
| 1959      | OFC Bonn (Putzl, Heinz; Seifert, Rainer; Steffen, Roland; Theuerkauff, Jürgen; von Stackelberg, Ulrichund Waterloh, Elmar)   | FCR Hamburg (unbekannt)                                              | DFC Düsseldorf (unbekannt)                                                |
| 1960      | OFC Bonn (Ritvay, Tibor; Seifert, Peter; Steffen, Roland; Tanzeglock, Hans; Theuerkauff, Jürgen und Waterloh, Elmar)         | TuS Rei Koblenz (unbekannt)                                          | FCR Hamburg (unbekannt)                                                   |
| 1961      | OFC Bonn (Geisel, Gerwin; Ritvay, Tibor; Tanzeglock, Hans; Theuerkauff, Jürgen und Wellmann, Dieter)                         | TuS Rei Koblenz (unbekannt)                                          | FCR Hamburg (unbekannt)                                                   |
| 1962      | OFC Bonn (Geisel, Gerwin; Ritvay, Tibor; Theuerkauff, Jürgen und Wellmann, Dieter; Wolfgarten, Wilfried und Zimnoch, Harald) | FCR Hamburg (unbekannt)                                              | SC Rei Koblenz (unbekannt)                                                |
| 1963      | OFC Bonn (Hecke, Dieter; Theuerkauff, Jürgen; Wellmann, Dieter; Wolfgarten, Wilfried und Zimnoch, Harald)                    | FCR Hamburg (unbekannt)                                              | SC Rei Koblenz (unbekannt)                                                |
| 1964      | OFC Bonn (Hecke, Dieter; Theuerkauff, Jürgen; Wellmann, Dieter; Wolfgarten, Wilfried und Zimnoch, Harald)                    | FCR Hamburg (unbekannt)                                              | TSV Tauberbischofsheim (unbekannt)                                        |
| 1965      | OFC Bonn (Brecht, Jürgen; Theuerkauff, Jürgen; Wellmann, Dieter; Wessel, Friedrich und Wolfgarten, Wilfried)                 | FCR Hamburg (unbekannt)                                              | SC Rei Koblenz (unbekannt)                                                |
| 1966      | OFC Bonn (Brecht, Jürgen; Theuerkauff, Jürgen; Wellmann, Dieter; Wessel, Friedrich und Wolfgarten, Wilfried)                 | TSV Tauberbischofsheim (unbekannt)                                   | SC Rei Koblenz (unbekannt)                                                |
| 1967      | OFC Bonn (Brecht, Jürgen; Theuerkauff, Jürgen; Wessel, Albrecht; Wessel, Friedrich und Wolfgarten, Wilfried)                 | TSV Tauberbischofsheim (unbekannt)                                   | FCR Hamburg (unbekannt)                                                   |
| 1968      | OFC Bonn (Brecht, Jürgen; Theuerkauff, Jürgen; Wessel, Albrecht; Wessel, Friedrich und Wolfgarten, Wilfried)                 | FC Tauberbischofsheim (unbekannt)                                    | FCR Hamburg (unbekannt)                                                   |
| 1969      | OFC Bonn (Reichert, Klaus; Theuerkauff, Jürgen; Wessel, Albrecht; Wessel, Friedrich und Wolfgarten, Wilfried)                | FC Tauberbischofsheim (unbekannt)                                    | FK Köln (unbekannt)                                                       |
| 1970      | OFC Bonn (Reichert, Klaus; Theuerkauff, Jürgen; Wessel, Albrecht; Wessel, Friedrich und Wolfgarten, Wilfried)                | FC Tauberbischofsheim (unbekannt)                                    | SC Rei Koblenz (unbekannt)                                                |
| 1971      | OFC Bonn (Ludwig, Klaus; Reichert, Klaus; Wessel, Albrecht; Wessel, Friedrich und Wolfgarten, Wilfried)                      | FC Tauberbischofsheim (unbekannt)                                    | Königsbacher SC Koblenz (unbekannt)                                       |
| 1972      | OFC Bonn (Reichert, Klaus; Wellmann, Dieter; Wessel, Albrecht; Wessel, Friedrich und Wolfgarten, Wilfried)                   | FC Tauberbischofsheim (unbekannt)                                    | Königsbacher SC Koblenz (unbekannt)                                       |
| 1973      | FC Tauberbischofsheim (Beierstettel, Hein, Bach, M. Behr, Hehn)                                                              | OFC Bonn (unbekannt)                                                 | Königsbacher SC Koblenz (unbekannt)                                       |
| 1974      | FC Tauberbischofsheim (Bach, M. Behr, Hehn, Hein, Beierstettel)                                                              | OFC Bonn (unbekannt)                                                 | Königsbacher SC Koblenz (unbekannt)                                       |
| 1975      | OFC Bonn (Koch, Hellmut; Jäger, Thomas; Reichert, Jochen; Reichert, Klaus und Wessel, Albrecht)                              | FC Tauberbischofsheim (unbekannt)                                    | Königsbacher SC Koblenz (unbekannt)                                       |
| 1976      | OFC Bonn (Koch, Hellmut; Reichert, Klaus; Schommer, Karl-heinz; Wessel, Albrecht und Wessel, Friedrich)                      | FC Tauberbischofsheim (unbekannt)                                    | Königsbacher SC Koblenz (unbekannt)                                       |
| 1977      | FC Tauberbischofsheim (Bach, M. Behr, Sens-Gorius, Hein, Gey)                                                                | OFC Bonn (unbekannt)                                                 | TG Dörnigheim (Frohwein, Christoph; Diederichs, Detlef; Seifried, Dieter) |
| 1978      | FC Tauberbischofsheim (Bach, M. Behr, Schäffner, Hein, Gey)                                                                  | OFC Bonn (unbekannt)                                                 | TG Dörnigheim (Frohwein, Christoph; Diederichs, Detlef; Seifried, Dieter) |
| 1979      | FC Tauberbischofsheim (M. Behr, Sens-Gorius, Ohnhaus, Hein, Gey)                                                             | OFC Bonn (unbekannt)                                                 | TG Dörnigheim (Frohwein, Christoph; Diederichs, Detlef)                   |
| 1980      | OFC Bonn (Koch, Hellmut; Prochotta, Jörg; Reichert, Klaus; Theuerkauff, Thomas und Wirz, Rainer)                             | FC Tauberbischofsheim (unbekannt)                                    | Königsbacher SC Koblenz (unbekannt)                                       |
| 1981      | FC Tauberbischofsheim (Hein, Gey, M. Behr, Beck, Schäffner)                                                                  | OFC Bonn (unbekannt)                                                 | TG Dörnigheim (Frohwein, Christoph; Diederichs, Detlef)                   |
| 1982      | OFC Bonn (Härtel, Carlos; Reichert, Klaus; Prochotta, Jörg; Theuerkauff, Thomas und Wirz, Rainer)                            | FC Tauberbischofsheim (unbekannt)                                    | TG Dörnigheim (unbekannt)                                                 |
| 1983      | nicht ausgetragen | nicht ausgetragen                                                    | nicht ausgetragen                                                         |
| 1984      | FC Tauberbischofsheim (Hein, Gey, M. Behr, Beck, Weidner)                                                                    | OFC Bonn (unbekannt)                                                 | Heidenheimer SB (unbekannt)                                               |
| 1985      | FC Tauberbischofsheim (Hein, Gey, M. Behr, Beck, Weidner)                                                                    | OFC Bonn (unbekannt)                                                 | Königsbacher SC Koblenz (unbekannt)                                       |
| 1986      | FC Tauberbischofsheim (Weidner, Gerull, Schreck, M. Behr, Gey)                                                               | OFC Bonn (unbekannt)                                                 | Königsbacher SC Koblenz (unbekannt)                                       |
| 1987      | FC Tauberbischofsheim (Weidner, Christen, Schreck, M. Behr, Gey)                                                             | OFC Bonn (unbekannt)                                                 | Fechtclub Offenbach (unbekannt)                                           |
| 1988      | FC Tauberbischofsheim (unbekannt)                                                                                            | OFC Bonn (unbekannt)                                                 | Königsbacher SC Koblenz (unbekannt)                                       |
| 1989      | OFC Bonn (Gosbee, William; Ulrich, Schreck, Ulrich, Theuerkauff, Thomas und Schiffler, Dirk)                                 | FC Tauberbischofsheim (Gey, Christen, Weidner, Lammer)               | Fechtclub Offenbach (unbekannt)                                           |
| 1990      | OFC Bonn (Gosbere, William; Schreck, Ulrich; Theuerkauff, Thomas; Schiffler, Dirk und Wienand, Wolfgang)                     | FC Tauberbischofsheim (unbekannt)                                    | Heidenheimer SB (unbekannt)                                               |
| 1991      | FC Tauberbischofsheim (unbekannt)                                                                                            | OFC Bonn (unbekannt)                                                 | OSC Potsdam (unbekannt)                                                   |
| 1992      | FC Tauberbischofsheim (unbekannt)                                                                                            | OFC Bonn (unbekannt)                                                 | FK Hannover (unbekannt)                                                   |
| 1993      | FC Tauberbischofsheim (unbekannt)                                                                                            | OFC Bonn (unbekannt)                                                 | ETuF Essen (unbekannt)                                                    |
| 1994      | FC Tauberbischofsheim (unbekannt)                                                                                            | ETuF Essen (unbekannt)                                               | Heidenheimer SB (unbekannt)                                               |
| 1995      | FC Tauberbischofsheim (unbekannt)                                                                                            | ETuF Essen (unbekannt)                                               | Heidenheimer SB (unbekannt)                                               |
| 1996      | FC Tauberbischofsheim (unbekannt)                                                                                            | ETuF Essen (unbekannt)                                               | Heidenheimer SB (unbekannt)                                               |
| 1997      | ETuF Essen (unbekannt) | Heidenheimer SB (unbekannt)                                          | FC Tauberbischofsheim (unbekannt)                                         |
| 1998      | FC Tauberbischofsheim (unbekannt)                                                                                            | OFC Bonn (unbekannt)                                                 | Heidenheimer SB (unbekannt)                                               |
| 1999      | FC Tauberbischofsheim (unbekannt)                                                                                            | OFC Bonn (unbekannt)                                                 | Heidenheimer SB (unbekannt)                                               |
| 2000      | FC Tauberbischofsheim (unbekannt)                                                                                            | OFC Bonn (unbekannt)                                                 | Heidenheimer SB (unbekannt)                                               |
| 2001      | FC Tauberbischofsheim (unbekannt)                                                                                            | OFC Bonn (unbekannt)                                                 | CTG Koblenz (unbekannt)                                                   |
| 2002      | FC Tauberbischofsheim (unbekannt)                                                                                            | FG Koblenz (unbekannt)                                               | Heidenheimer SB (unbekannt)                                               |
| 2003      | FC Tauberbischofsheim (unbekannt)                                                                                            | OFC Bonn (unbekannt)                                                 | Königsbacher SC Koblenz (unbekannt)                                       |
| 2004      | FC Tauberbischofsheim (unbekannt)                                                                                            | OFC Bonn (unbekannt)                                                 | Königsbacher SC Koblenz (unbekannt)                                       |
| 2005      | Königsbacher SC Koblenz (unbekannt)                                                                                          | FC Tauberbischofsheim (unbekannt)                                    | TuS Jena (unbekannt)                                                      |
| 2006      | FC Tauberbischofsheim (unbekannt)                                                                                            | OFC Bonn (unbekannt)                                                 | Heidenheimer SB (unbekannt)                                               |
| 2007      | FC Tauberbischofsheim (D. Behr, Zorc, Bachmann, Schache)                                                                     | FSC Jena (M. Stanek, T. Stanek, Scholz, Löbel)                       | Heidenheimer SB (Bißdorf, Elsner, Gsching, Mann)                          |
| 2008      | FC Tauberbischofsheim (D. Behr, Bachmann, Gustinelli, Zorc)                                                                  | FSC Jena (M. Stanek, T. Stanek, Scholz, Löbel)                       | Heidenheimer SB (Bißdorf, Kaufmann, Elsner, Kröplin)                      |
| 2009      | OFC Bonn (Breutner, Weßels, Zorc, Braun)                                                                                     | Heidenheimer SB (Bißdorf, Elsner, Gsching, Bullinger)                | FC Tauberbischofsheim (Gustinelli, Eschrich, Rick, Barsch)                |
| 2010      | OFC Bonn (Weßels, Bachmann, Breutner, Braun)                                                                                 | FC Tauberbischofsheim (D. Behr, Kleibrink, Gustinelli, Bundschuh)    | Heidenheimer SB (Bißdorf, Elsner, Betz, Bullinger)                        |
| 2011      | FC Tauberbischofsheim (Kleibrink, Gustinelli, D. Behr, Lehmann)                                                              | OFC Bonn (Weßels, Kröplin, Sanità, Gollan)                           | SC Berlin (Schlechtweg, Urban, Kaufer)                                    |
| 2012      | OFC Bonn (Kröplin, Bachmann, Braun, Weßels)                                                                                  | CTG Koblenz (Wolf, Kromer, Joppich, v. Uxkull-Gyllenband)            | SC Berlin (Urban, Reichert, Schlechtweg)                                  |
| 2013      | FC Tauberbischofsheim (Bachmann, Raisch, Gustinelli, Uftring)                                                                | OFC Bonn (Braun, Kröplin, Fark, Weßels, Sanità)                      | TB Burgsteinfurt (Lomberg, Kossel, Weiner, Hülsey)                        |
| 2014      | OFC Bonn (Kröplin, Braun, Gollan, Schoppa)                                                                                   | FC Tauberbischofsheim (Bachmann, Gustinelli, Uftring, Raisch)        | TSG Weinheim (L. Klein, Veitenheimer, Dörr)                               |
| 2015      | OFC Bonn (Kröplin, Braun, Sanità, Schoppa)                                                                                   | TSG Weinheim (Dörr, Veitenheimer, F. Klein, L. Klein)                | FC Tauberbischofsheim (Bachmann, Uftring, Kahl, Gustinelli)               |
| 2016      | TSG Weinheim (L. Klein, Veitenheimer, F. Klein, Dörr)                                                                        | OFC Bonn (Schoppa, Sanità, Kröplin, Tenbergen, Braun)                | FC Tauberbischofsheim (Gombos, Uftring, Lehmann, Kahl)                    |
| 2017      | TSG Weinheim (Perelmann, F. Klein, L. Klein, Dörr)                                                                           | OFC Bonn (Sanità, Schoppa, Braun, Hamlescher)                        | FC Tauberbischofsheim (Kleibrink, Uftring, Kahl, Gombos)                  |
| 2018      | OFC Bonn (Schoppa, Ercan, Hamlescher, Sanità)                                                                                | TSG Weinheim (F. Klein, L. Klein, Veitenheimer, Perelmann)           | FC Tauberbischofsheim (Gombos, Kahl, Borowiak, Kleibrink)                 |
| 2019      | OFC Bonn (Sanità, Schramm, Hamlescher, Schoppa)                                                                              | TSG Weinheim (Veitenheimer, Tjarks, Renner, Rieger)                  | FC Tauberbischofsheim (F. Klein, L. Klein, Hartmann, Borowiak)            |
| 2020      | nicht ausgetragen | nicht ausgetragen                                                    | nicht ausgetragen                                                         |
| 2021      | FC Tauberbischofsheim (Faul, F. Klein, L. Klein, Veitenheimer)                                                               | FC Moers (Stieren, Lenschow, Polotzek, Fabinger)                     | CTG Koblenz (Schwanninger, Perelmann, Vella, Joppich)                     |
| 2022      | FC Tauberbischofsheim (Kappus, Faul, F. Klein, L. Klein, Veitenheimer)                                                       | TSG Weinheim (Gröteke, Sembach, Renner, Rieger)                      | MTV München (Stadlbauer, Olbrich, Droege, Fritsche)                       |
| 2023      | FC Tauberbischofsheim (Faul, F. Klein, L. Klein, Lindner)                                                                    | KTF Luitpold München (M. Braun, L. Braun, Diestelkamp, Klostermann)  | TSG Weinheim (Gröteke, Renner, Rieger, Veitenheimer)                      |
| 2024      | TSG Weinheim (Gröteke, Rieger, Renner, Sempach)                                                                              | FC Tauberbischofsheim (Faul, Kappus, F. Klein, L. Klein)             | KTF Luitpold München (Detering, Ask, Diestelkamp, Koller)                 |
| 2025      | FC Tauberbischofsheim (Faul, Kappus, F. Klein, L. Klein)                                                                     | TG Dörnigheim (Kahl, Löhr, M. Frohwein, Förster)                     | TSG Weinheim (Gröteke, Höfler, Renner, Sembach)                           |

### Degen
| Jahr      | Gold                                                                                                  | Silber                                                                              | Bronze                                                                                      |
| --------- | --- | ----------------------------------------------------------------------------------- | ------------------------------------------------------------------------------------------- |
| 1913      | Hermannia Frankfurt (Jack, Schön, Ziegler)                                                            | Fechtclub Offenbach (Petri, Stöhr, Lichtenfels)                                     | unbekannt                                                                                   |
| 1914      | FC Offenbach 1 (Bary, Petri, H. Thomson)                                                              | FC Offenbach 2 (Lichtenfels, J. Thomson, Krafft)                                    | Hamburger Fechtklub (Diepholz, Haerlin, Talman)                                             |
| 1915–1919 | nicht ausgetragen                                                                                     | nicht ausgetragen                                                                   | nicht ausgetragen                                                                           |
| 1920      | Fechtclub Offenbach (Lichtenfels, Halberstadt, Zimmermann)                                            | Hermannia Frankfurt (unbekannt)                                                     | Berliner FC (Casmir, Sommer, Hoops)                                                         |
| 1921      | FC Offenbach (Halberstadt, J. Thomson, Petri)                                                         | Hermannia Frankfurt (Jack, Müller, Schön)                                           | Berliner FC (Casmir, Sommer, Hoops)                                                         |
| 1922      | nicht ausgetragen                                                                                     | nicht ausgetragen                                                                   | nicht ausgetragen                                                                           |
| 1923      | Hermannia Frankfurt (Jack, Schön Müller, Moos)                                                        | Hamburger Fechtklub (Hessel, Kirsten, Langhoff, Talman)                             | Fechtclub Offenbach (Bary, H. Thomson, Lichtenfels, Halberstadt)                            |
| 1924      | Hermannia Frankfurt (Casmir, Moos, Schön, Jack, Müller)                                               | Fechtclub Offenbach (Lichtenfels, Halberstadt, H. Thomson, Talman)                  | DFC Hannover (Lock, Klinzer, Krause, Schrader)                                              |
| 1925      | Hermannia Frankfurt (Casmir, Jack, Schön Moos)                                                        | Berliner FC (Battke, Kappstein, Schroeder, Sommer)                                  | Fechtclub Offenbach (Halberstadt, Gazzera, Talman, H. Thomson)                              |
| 1926      | Hermannia Frankfurt (Casmir, Jack, Moos, Schön)                                                       | Fechtclub Offenbach (H. Thomson, Halberstadt, Hensel, Stöhr)                        | DFC Hannover (Lock, Krause, Schinn, Schrader)                                               |
| 1927      | Hermannia Frankfurt (Casmir, Jack, Schön, Moos)                                                       | DFC Hannover (Lock, Kranefuß, Rohde, Schrader)                                      | Dresdner Fecht-Club (Böhme, Meißner, Wiener, Stegmann)                                      |
| 1928      | Hermannia Frankfurt (Casmir, Jack, Moos, Schön)                                                       | Fechtclub Offenbach (Gazzera, Mayer, Halberstadt, Stork )                           | Dresdner Fecht-Club (Hamberger, Hoffmann, Wagner, Wolpe)                                    |
| 1929      | Hermannia Frankfurt (Casmir, Jack, Moos, Rosenbauer)                                                  | Reichswehr (Hax, Hölter, Heigl, Rollin)                                             | Dresdner Fecht-Club (Meißner, Böhme, Wiener, Hessel)                                        |
| 1930      | Hermannia Frankfurt (Casmir, Jewarowski, Eisenecker, Rosenbauer)                                      | Fechtklub Hannover (Rohde, Miehe, Hirschring, Schinn)                               | unbekannt                                                                                   |
| 1931      | Hermannia Frankfurt (Casmir, Rosenbauer, Jewarowski, Eisenecker)                                      | Heeressportschule Wünsdorf (Reichswehr) (Heinz Hax, Naudé, Dinkelacker, Heigl)      | Polizeischule Spandau 1 (Rosenfeld, Kahl, Lerdon, Brockmann)                                |
| 1932      | Hermannia Frankfurt (Casmir, Eisenecker, Jörger, Rosenbauer, Müller)                                  | Polizeisportverein Berlin (Lerdon, Miersch, Brockmann, Remer, Rosenfeld, Schroeter) | Polizeischule Spandau 1 (Schinn, Meyring, Hirschring, Hans Kranefuß, Schwertfeger, Fränkel) |
| 1933      | nicht ausgetragen                                                                                     | nicht ausgetragen                                                                   | nicht ausgetragen                                                                           |
| 1934      | Mannschaft der Reichswehr (Hölter, Hax, Dinkelacker, Heigl)                                           | Hermannia Frankfurt (Rosenbauer, Eisenecker, Jewarowski, Jörger)                    | TV 1860 Frankfurt (Jacob, Wahl, Martin, Frisch)                                             |
| 1935      | Hermannia Frankfurt (Eisenecker, Lerdon, Rosenbauer)                                                  | TV Ulm (Geiwitz, Uhlmann, Geyer, Sauter)                                            | Mannschaft der Reichswehr (Hax, Hendrick, Miersch)                                          |
| 1936      | nicht ausgetragen                                                                                     | nicht ausgetragen                                                                   | nicht ausgetragen                                                                           |
| 1937      | Hermannia Frankfurt (Casmir, Eisenecker, Jewarowski, Krebs, Lerdon, Rosenbauer)                       | SG SS Berlin (Bramfeldt, Hildebrandt, Kretschmann, Kroggel, Miersch, Schröder)      | Wehrmacht Heer (Dinkelacker, Garvs, Hax, Lemp)                                              |
| 1938      | Hermannia Frankfurt (Brendel, Casmir, Jewarowski, Krebs, Lerdon, Rosenbauer)                          | SG SS Berlin (Bramfeldt, Hildebrandt, Kretschmann, Kroggel, Miersch, Schröder)      | Wehrmacht Heer (unbekannt)                                                                  |
| 1939–1950 | nicht ausgetragen                                                                                     | nicht ausgetragen                                                                   | nicht ausgetragen                                                                           |
| 1951      | Hermannia Frankfurt (unbekannt)                                                                       | FC Hamburg (unbekannt)                                                              | PSV Hamburg (unbekannt)                                                                     |
| 1952      | TS Bayreuth (unbekannt)                                                                               | TSG Ulm (unbekannt)                                                                 | MTV München (unbekannt)                                                                     |
| 1953      | Hamburger FC (unbekannt)                                                                              | RSC Saarbrücken (unbekannt)                                                         | TK Hannover (unbekannt)                                                                     |
| 1954      | DFC Düsseldorf (unbekannt)                                                                            | RSC Saarbrücken (unbekannt)                                                         | Eimsbütteler TV (unbekannt)                                                                 |
| 1955      | Hermannia Frankfurt (unbekannt)                                                                       | TK Hannover (unbekannt)                                                             | Kölner FK (unbekannt)                                                                       |
| 1956      | Heidenheimer SB (unbekannt)                                                                           | TK Hannover (unbekannt)                                                             | Aachener FC (unbekannt)                                                                     |
| 1957      | Heidenheimer SB (unbekannt)                                                                           | Eimsbütteler TV (unbekannt)                                                         | Aachener FC (unbekannt)                                                                     |
| 1958      | Heidenheimer SB (unbekannt)                                                                           | DFC Düsseldorf (unbekannt)                                                          | Tsch Freiburg (unbekannt)                                                                   |
| 1959      | Heidenheimer SB (unbekannt)                                                                           | TuS Rei Koblenz (unbekannt)                                                         | TSG Ulm (unbekannt)                                                                         |
| 1960      | Heidenheimer SB (unbekannt)                                                                           | TuS Rei Koblenz (unbekannt)                                                         | TSG Ulm (unbekannt)                                                                         |
| 1961      | TSV Mannheim (Rentel, Ost, Stumpfi, R. Würtz, V. Würtz)                                               | Heidenheimer SB (unbekannt)                                                         | DFC Düsseldorf (unbekannt)                                                                  |
| 1962      | TK Hannover (unbekannt)                                                                               | SC Rei Koblenz (unbekannt)                                                          | TSV Mannheim (unbekannt)                                                                    |
| 1963      | Heidenheimer SB (unbekannt)                                                                           | SC Rei Koblenz (unbekannt)                                                          | TV Frankfurt (unbekannt)                                                                    |
| 1964      | Heidenheimer SB (unbekannt)                                                                           | SC Rei Koblenz (unbekannt)                                                          | DFC Düsseldorf (unbekannt)                                                                  |
| 1965      | OFC Bonn (Brecht, Jürgen; Hecke, Dieter; Theuerkauff, Jürgen; Wellmann, Dieter und Wessel, Friedrich) | SC Rei Koblenz (unbekannt)                                                          | TSV Tauberbischofsheim (unbekannt)                                                          |
| 1966      | OFC Bonn (Hecke, Dieter; Tanner, Günter; Theuerkauff, Jürgen; Wellmann, Dieter und Wessel, Friedrich) | DFC Düsseldorf (unbekannt)                                                          | SC Rei Koblenz (unbekannt)                                                                  |
| 1967      | TSV Tauberbischofsheim (Zwerger, Hehn, Hein, R. Behr, Beierstettel)                                   | DFC Düsseldorf (unbekannt)                                                          | OFC Bonn (unbekannt)                                                                        |
| 1968      | TSV Tauberbischofsheim (Ködel, Hehn, Hein, R. Behr, Beierstettel)                                     | Heidenheimer SB (unbekannt)                                                         | OFC Bonn (unbekannt)                                                                        |
| 1969      | OFC Bonn (Hecke, Dieter; Reichert, Klaus; Tanner, Günter; Wessel, Albrecht und Wessel, Friedrich)     | DFC Düsseldorf (unbekannt)                                                          | FC Tauberbischofsheim (unbekannt)                                                           |
| 1970      | FC Tauberbischofsheim (Ködel, Hehn, Hein, R. Behr, Hauck)                                             | OFC Bonn (unbekannt)                                                                | Heidenheimer SB (unbekannt)                                                                 |
| 1971      | FC Tauberbischofsheim (Hehn, Hein, R. Behr, Niehus, M. Pusch)                                         | OFC Bonn (unbekannt)                                                                | TV 1860 Frankfurt (unbekannt)                                                               |
| 1972      | FC Tauberbischofsheim (Beierstettel, Hein, Hehn, R. Behr, Niehus)                                     | Heidenheimer SB (unbekannt)                                                         | OFC Bonn (unbekannt)                                                                        |
| 1973      | FC Tauberbischofsheim (Beierstettel, Hein, Hehn, R. Behr, M. Behr)                                    | Heidenheimer SB (unbekannt)                                                         | USC Düsseldorf (unbekannt)                                                                  |
| 1974      | FC Tauberbischofsheim (R. Behr, Beierstettel, Hehn, Muck, Pusch)                                      | MTV Stuttgart (unbekannt)                                                           | OFC Bonn (unbekannt)                                                                        |
| 1975      | FC Tauberbischofsheim (R. Behr, Beierstettel, Hehn, Jana, Pusch)                                      | USC Düsseldorf (unbekannt)                                                          | MTV Stuttgart (unbekannt)                                                                   |
| 1976      | FC Tauberbischofsheim (R. Behr, Hehn, Jana, Muck, Pusch)                                              | GW Berlin (unbekannt)                                                               | Heidenheimer SB (unbekannt)                                                                 |
| 1977      | FC Tauberbischofsheim (R. Behr, Adrians, Jana, Fischer, Pusch)                                        | TuS Zülpich (unbekannt)                                                             | TG Weinheim (unbekannt)                                                                     |
| 1978      | FC Tauberbischofsheim (R. Behr, Jäger, Fischer, Muck, Pusch)                                          | GW Berlin (unbekannt)                                                               | USC München (unbekannt)                                                                     |
| 1979      | FC Tauberbischofsheim (I. Borrmann, Nickel, Muck, Steegmüller)                                        | FC Berlin-Grunewald (unbekannt)                                                     | USC München (unbekannt)                                                                     |
| 1980      | FC Tauberbischofsheim (Pusch, I. Borrmann, E. Borrmann, Fischer, Beckmann)                            | Heidenheimer SB (unbekannt)                                                         | SV Waldkirch (unbekannt)                                                                    |
| 1981      | FC Tauberbischofsheim (Pusch, Fischer, E. Borrmann, Heidenreich, Nickel)                              | Heidenheimer SB (unbekannt)                                                         | TG Dörnigheim (Frohwein, Christoph; Diederichs, Detlef; Weber, Thomas)                      |
| 1982      | FC Tauberbischofsheim (Pusch, Fischer, E. Borrmann, Heer, Nickel)                                     | Heidenheimer SB (unbekannt)                                                         | FS Warendorf (unbekannt)                                                                    |
| 1983      | nicht ausgetragen                                                                                     | nicht ausgetragen                                                                   | nicht ausgetragen                                                                           |
| 1984      | FC Tauberbischofsheim (Pusch, E. Borrmann, Fischer, Heer, T. Gerull)                                  | Heidenheimer SB (unbekannt)                                                         | TG Dörnigheim (unbekannt)                                                                   |
| 1985      | FC Tauberbischofsheim (Pusch, E. Borrmann, Fischer, A. Schmitt, M. Gerull)                            | OFC Bonn (unbekannt)                                                                | Heidenheimer SB (unbekannt)                                                                 |
| 1986      | FC Tauberbischofsheim (Pusch, Fischer, A. Schmitt, T. Gerull, Hoch)                                   | Heidenheimer SB (unbekannt)                                                         | TSV Bayer 04 Leverkusen (unbekannt)                                                         |
| 1987      | FC Tauberbischofsheim (Pusch, Fischer, E. Borrmann, T. Gerull)                                        | Heidenheimer SB (unbekannt)                                                         | TSV Bayer Dormagen (unbekannt)                                                              |
| 1988      | FC Tauberbischofsheim (unbekannt)                                                                     | OFC Bonn (unbekannt)                                                                | TSV Bayer Dormagen (unbekannt)                                                              |
| 1989      | Heidenheimer SB (unbekannt)                                                                           | FC Tauberbischofsheim (unbekannt)                                                   | TSV Bayer 04 Leverkusen (unbekannt)                                                         |
| 1990      | FC Tauberbischofsheim (unbekannt)                                                                     | OFC Bonn (unbekannt)                                                                | Heidenheimer SB (unbekannt)                                                                 |
| 1991      | FC Tauberbischofsheim (unbekannt)                                                                     | OFC Bonn (unbekannt)                                                                | Heidenheimer SB (unbekannt)                                                                 |
| 1992      | Heidenheimer SB (unbekannt)                                                                           | FC Tauberbischofsheim (unbekannt)                                                   | OFC Bonn (unbekannt)                                                                        |
| 1993      | FC Tauberbischofsheim (unbekannt)                                                                     | OFC Bonn (unbekannt)                                                                | Heidenheimer SB (unbekannt)                                                                 |
| 1994      | FC Tauberbischofsheim (unbekannt)                                                                     | OFC Bonn (unbekannt)                                                                | SC Berlin (unbekannt)                                                                       |
| 1995      | OFC Bonn (unbekannt)                                                                                  | FC Tauberbischofsheim (unbekannt)                                                   | Heidenheimer SB (unbekannt)                                                                 |
| 1996      | OFC Bonn (unbekannt)                                                                                  | FC Tauberbischofsheim (unbekannt)                                                   | Heidenheimer SB (unbekannt)                                                                 |
| 1997      | OFC Bonn (unbekannt)                                                                                  | TSV Bayer 04 Leverkusen (unbekannt)                                                 | FC Tauberbischofsheim (unbekannt)                                                           |
| 1998      | Heidenheimer SB (unbekannt)                                                                           | TSV Bayer 04 Leverkusen (unbekannt)                                                 | FC Tauberbischofsheim (unbekannt)                                                           |
| 1999      | Heidenheimer SB (unbekannt)                                                                           | OFC Bonn (unbekannt)                                                                | FC Tauberbischofsheim (unbekannt)                                                           |
| 2000      | Heidenheimer SB (unbekannt)                                                                           | SC Berlin (unbekannt)                                                               | FC Tauberbischofsheim (unbekannt)                                                           |
| 2001      | Heidenheimer SB (unbekannt)                                                                           | Fechtclub Offenbach (unbekannt)                                                     | OFC Bonn (unbekannt)                                                                        |
| 2002      | Heidenheimer SB (unbekannt)                                                                           | FG Koblenz (unbekannt)                                                              | TSG Eislingen (unbekannt)                                                                   |
| 2003      | FC Tauberbischofsheim (unbekannt)                                                                     | TSV Bayer 04 Leverkusen (unbekannt)                                                 | Heidenheimer SB (unbekannt)                                                                 |
| 2004      | FC Tauberbischofsheim (unbekannt)                                                                     | TSV Bayer 04 Leverkusen (unbekannt)                                                 | Heidenheimer SB (unbekannt)                                                                 |
| 2005      | TSV Bayer 04 Leverkusen (unbekannt)                                                                   | FC Tauberbischofsheim (unbekannt)                                                   | Heidenheimer SB (unbekannt)                                                                 |
| 2006      | SV Böblingen (unbekannt)                                                                              | Heidenheimer SB (unbekannt)                                                         | FC Tauberbischofsheim (unbekannt)                                                           |
| 2007      | FC Tauberbischofsheim (Fiedler, N. Ackermann, Schmid, Schmitt)                                        | Heidenheimer SB (Reich, Roth, Rein, Multerer)                                       | TSV Bayer 04 Leverkusen (Kneip, A. Bellmann, Ludwikowski, Pfeiffer)                         |
| 2008      | FC Tauberbischofsheim (Fiedler, Schmid, Schmitt, Haller)                                              | Heidenheimer SB (Reich, Markovics, Rein, Multerer)                                  | TSV Bayer 04 Leverkusen (Kneip, A. Bellmann, Pfeiffer, Heidemann)                           |
| 2009      | TSV Bayer 04 Leverkusen (Kneip, N. Ackermann, R. Ackermann, Gayk)                                     | FC Tauberbischofsheim (Schmid, Fiedler, Schmitt, Tran)                              | SV Böblingen (Launer, Greiner, Trautner, Spiridon)                                          |
| 2010      | FC Tauberbischofsheim (Fiedler, Schmid, Tran, Sawicki)                                                | TSV Bayer 04 Leverkusen (Kneip, N. Ackermann, R. Ackermann, Gayk)                   | Heidenheimer SB (Keck, Rein, Multerer, Markovics)                                           |
| 2011      | Heidenheimer SB (Keck, Rein, Böhm, Multerer)                                                          | TSV Bayer 04 Leverkusen (Kneip, N. Ackermann, Gayk, R. Ackermann)                   | SC Berlin (Kneist, Erdmann, Kirschen, Poutrus)                                              |
| 2012      | FC Tauberbischofsheim (Schmitt, N. Ackermann, R. Schmidt, R. Ackermann)                               | Fechtclub Offenbach (Bayer, Bodoczi, Haller, Langguth)                              | Heidenheimer SB (Rein, Markovics, Böhm, Multerer)                                           |
| 2013      | FC Leipzig (Fiedler, Launer, Haller, Meyer)                                                           | Heidenheimer SB (Multerer, Rein, Böhm, Markovics)                                   | FC Tauberbischofsheim (R. Schmidt, R. Ackermann, Kerekkes, Schmitt)                         |
| 2014      | Heidenheimer SB (Multerer, Rein, Böhm, Maunz)                                                         | FC Tauberbischofsheim (N. Ackermann, R. Ackermann, R. Schmidt, Herzberg)            | TSV Bayer 04 Leverkusen (Spautz, Kneip, Kuchalski, L. Bellmann)                             |
| 2015      | Fechtclub Offenbach (Bodoczi, Brand, Peignet, Knoop)                                                  | OSC Potsdam (Gerhard, Wiede, Eichler)                                               | FC Tauberbischofsheim (Braun, R. Schmidt, Gierisch, Mészáros)                               |
| 2016      | Heidenheimer SB (Rein, Kondring, Multerer, Böhm)                                                      | TSV Bayer 04 Leverkusen (Herzberg, Kuchalski, Spautz, L. Bellmann)                  | FC Tauberbischofsheim (R. Schmidt, Braun, Unterhauser, Knechtl)                             |
| 2017      | TSV Bayer 04 Leverkusen (Spautz, Herzberg, Brinkmann, L. Bellmann)                                    | Fechtclub Offenbach (R. Schmidt, Bodoczi, Peignet, Brand)                           | Heidenheimer SB (Maunz, Rein, Kondring, Multerer)                                           |
| 2018      | FC Tauberbischofsheim (Hoch, Unterhauser, Mészáros, Braun)                                            | TSV Bayer 04 Leverkusen (Brinkmann, Herzberg, Bürger, L. Bellmann)                  | Heidenheimer SB (Maunz, Multerer, Deißler, Rein)                                            |
| 2019      | TSV Bayer 04 Leverkusen (Herzberg, Jordan, Brinkmann, L. Bellmann)                                    | FC Tauberbischofsheim (Stumpf, Unterhauser, Braun, Hoch)                            | Fechtclub Offenbach (Bayer, R. Schmidt, Bodoczi, Kneist)                                    |
| 2020–2021 | nicht ausgetragen                                                                                     | nicht ausgetragen                                                                   | nicht ausgetragen                                                                           |
| 2022      | FC Tauberbischofsheim (Schmidt, Hoch, Unterhauser, Kelpe)                                             | Heidenheimer SB (Rein, Boorz, Fröschl, Blum)                                        | TSV Bayer 04 Leverkusen (Bongart, Brinkmann, L. Bellmann, Herzberg)                         |
| 2023      | FC Tauberbischofsheim (Hoch, Kleiner, Schmidt, Unterhauser)                                           | TSV Bayer 04 Leverkusen (L. Bellmann, Bongart, Herzberg, Weckerle)                  | Heidelberger FC/TSG Rohrbach (Heise, Kulozik, Maunz, Schmier)                               |
| 2024      | TSV Bayer 04 Leverkusen (Herzberg, Brinkmann, L. Bellmann, Koloditz)                                  | Heidelberger FC/TSG Rohrbach (Kulozik, Ehringhaus, Bitsch, Schmier)                 | Fechtclub Offenbach (Meszaros, Samoilov, Dergay, Bodoczi)                                   |

### Säbel
| Jahr      | Gold | Silber                                                               | Bronze                                                                            |
| --------- | --- | -------------------------------------------------------------------- | --------------------------------------------------------------------------------- |
| 1913      | Militär-Turnanstalt Berlin (Fitting, Hartbrich, Osterberg)                                                                     | Hermannia Frankfurt (Schön, Ziegler, Jack)                           | Hermannia Frankfurt (Petri, Stöhr, Lichtenfels)                                   |
| 1914      | Hermannia Frankfurt (Schön, Jack, Ziegler)                                                                                     | Dresdner Fecht-Club (Adam, Angermann, Richter)                       | Militär-Turnanstalt Berlin (Fitting, Hartbrich, von der Hagen)                    |
| 1913–1919 | nicht ausgetragen | nicht ausgetragen                                                    | nicht ausgetragen                                                                 |
| 1920      | FC Offenbach (Lichtenfels, Halberstadt, Zimmermann)                                                                            | Hermannia Frankfurt (unbekannt)                                      | Berliner FC (Casimir, Sommer, Hoops)                                              |
| 1921      | Hermannia Frankfurt (Jack, Müller, Schön)                                                                                      | Dresdner Fecht-Club (Adam, Angermann, Richter)                       | Fechtclub Offenbach (de Bary, Halberstadt, H. Thomson)                            |
| 1922      | nicht ausgetragen | nicht ausgetragen                                                    | nicht ausgetragen                                                                 |
| 1923      | Fechtclub Offenbach (Lichtenfels, Halberstadt, H. Thomson)                                                                     | Hermannia Frankfurt (Jack, Schön, Müller)                            | Dresdner Fecht-Club (Angermann, Casmir, Klauder, Naumann)                         |
| 1924      | Fechtclub Offenbach (Lichtenfels, Halberstadt, H. Thomson)                                                                     | Hermannia Frankfurt (Casmir, Moos, Müller)                           | unbekannt                                                                         |
| 1925      | Fechtclub Offenbach (Halberstadt, Talman, H. Thomson)                                                                          | Dresdner Fecht-Club (Angermann, Leonhard, Schnabel)                  | Hermannia Frankfurt (Casmir, Moos, Jack)                                          |
| 1926      | Hermannia Frankfurt (Casmir, Schön, Moos, Jack)                                                                                | Fechtclub Offenbach (H. Thomson, Halberstadt, Hensel, Stöhr)         | DFC Hannover (Lock, Krause, Schinn, Schrader)                                     |
| 1927      | Hermannia Frankfurt (Casmir, Jack, Moos, Müller, Schön)                                                                        | Gruppe 7 Brandenburg (unbekannt)                                     | Gruppe 3 und 4 Niederrhein (unbekannt)                                            |
| 1928      | Hermannia Frankfurt (Moos, Jack, Eisenecker, Schön)                                                                            | Fechtclub Offenbach (Gazzera, Halberstadt, Stöhr, H. Thomson)        | DFC Hamburg (Körner, Ohlsen, Röthig, Bergan)                                      |
| 1929      | Hermannia Frankfurt (Casmir, Jack, Eisenecker, Jörger, Moos)                                                                   | Fechtclub Offenbach (H. Thomson, Halberstadt, Stöhr, Mayer)          | Dresdner Fecht-Club (Hessel, Schmiedel, Leonhardt, Meißner)                       |
| 1930      | nicht ausgetragen | nicht ausgetragen                                                    | nicht ausgetragen                                                                 |
| 1931      | Hermannia Frankfurt (Casmir, Rosenbauer, Eisenecker, Jörger)                                                                   | Fechtklub Deutsche Bank Berlin (Moos, Bär, Weihnacht, Hermann)       | Hamburger FC (Körner, Röthig, Fera, Ohlsen)                                       |
| 1932      | Hermannia Frankfurt (Casmir, Eisenecker, Jörger, Rosenbauer, Müller)                                                           | TV 1860 Frankfurt (Büdinger, Jacob, Löffler, Martin, Wahl)           | Fechtklub Deutsche Bank Berlin (Bär, Knoch, Moos, Weihnacht, Ehling, Osterndorff) |
| 1933      | nicht ausgetragen | nicht ausgetragen                                                    | nicht ausgetragen                                                                 |
| 1934      | Hermannia Frankfurt (Rosenbauer, Eisenecker, Jewarowski, Jörger)                                                               | TV 1860 Frankfurt (Jacob, Wahl, Martin, Dreyer, Frisch)              | DFC Hannover (Schinn, Kranefuß, Hirschring, von Bauer)                            |
| 1935      | TV 1860 Frankfurt (Wahl, Martin, Dreyer, Jacob)                                                                                | Hermannia Frankfurt (Eisenecker, Jewarowski, Jörger, Rosenbauer)     | DFC Düsseldorf (Esser, Graichen, Schimmelpfennig, Schulze)                        |
| 1936      | nicht ausgetragen | nicht ausgetragen                                                    | nicht ausgetragen                                                                 |
| 1937      | Hermannia Frankfurt (Bauer, Casmir, Eisenecker, Jörger, Körbitz, Rosenbauer)                                                   | DFC Hannover (von Bauer, Fascher, Hirschring, Kranefuß, Möhle, Mues) | SG SS Berlin (Hainke, Hettmer, Heydrich, Körner, Liebscher, Rossner)              |
| 1938      | Hermannia Frankfurt (Casmir, Eisenecker, Jewarowski, Jörger, Körbitz, Rosenbauer)                                              | SG SS Berlin (Heydrich, Plath, Körner, Liebscher, Hainke, Losert)    | unbekannt                                                                         |
| 1933–1950 | nicht ausgetragen | nicht ausgetragen                                                    | nicht ausgetragen                                                                 |
| 1951      | TK Hannover (unbekannt) | Hermannia Frankfurt (unbekannt)                                      | DFC Düsseldorf (unbekannt)                                                        |
| 1952      | TK Hannover (unbekannt) | DFC Düsseldorf (unbekannt)                                           | TS Bayreuth (unbekannt)                                                           |
| 1953      | TK Hannover (unbekannt) | DFC Düsseldorf (unbekannt)                                           | Hermannia Frankfurt (unbekannt)                                                   |
| 1954      | TK Hannover (unbekannt) | DFC Düsseldorf (unbekannt)                                           | FSG Iserlohn (unbekannt)                                                          |
| 1955      | TK Hannover (unbekannt) | TuS Neunkirchen (unbekannt)                                          | OFC Bonn (unbekannt)                                                              |
| 1956      | OFC Bonn (Putzl, Heinz; Steffen, Roland; Theuerkauff, Jürgen; waterloh, Elmar und Wessel, Robert)                              | TK Hannover (unbekannt)                                              | FSG Iserlohn (unbekannt)                                                          |
| 1957      | OFC Bonn (Mehl, Eberhard; Seifert, Rainer; Steffen, Roland; Theuerkauff, Jürgen und Waterloh, Elmar)                           | FSG Iserlohn (unbekannt)                                             | Fechtclub Offenbach (unbekannt)                                                   |
| 1958      | OFC Bonn (Putzl, Heinz; Rauguth, Herbert; Seifert, Rainer; Steffen, Roland und Theuerkauff, Jürgen)                            | TK Hannover (unbekannt)                                              | FR Nürnberg (unbekannt)                                                           |
| 1959      | OFC Bonn (Putzl, Heinz; Seifert, Rainer; Steffen, Roland und Theuerkauff, Jürgen; von Stackelberg, Ulrich und Waterloh, Elmar) | FR Nürnberg (unbekannt)                                              | FC Stuttgart (unbekannt)                                                          |
| 1960      | OFC Bonn (Putzl, Heinz; Seifert, Rainer; Steffen, Roland und Theuerkauff, Jürgen; von Stackelberg, Ulrich und Waterloh, Elmar) | DFC Düsseldorf (unbekannt)                                           | TuS Rei Koblenz (unbekannt)                                                       |
| 1961      | MTV München (unbekannt) | TuS Rei Koblenz (unbekannt)                                          | OFC Bonn (unbekannt)                                                              |
| 1962      | SC Rei Koblenz (unbekannt) | MTV München (unbekannt)                                              | FSG Iserlohn (unbekannt)                                                          |
| 1963      | SC Rei Koblenz (unbekannt) | FSG Iserlohn (unbekannt)                                             | OFC Bonn (unbekannt)                                                              |
| 1964      | OFC Bonn (Theuerkauff, Jürgen; Waterloh, Elmar; Wellmann, Dieter; Wöhler, Wilfried und Wolfgarten, Wilfried)                   | SC Rei Koblenz (unbekannt)                                           | FSG Iserlohn (unbekannt)                                                          |
| 1965      | OFC Bonn (Milz, Franz; Theuerkauff, Jürgen; Wellmann, Dieter; Wöhler, Wilfried und Waterloh, Elmar)                            | SC Rei Koblenz (unbekannt)                                           | MTV München (unbekannt)                                                           |
| 1966      | OFC Bonn (Milz, Franz; Theuerkauff, Jürgen; Wellmann, Dieter, Wöhler, Wilfried und Wolfgarten, Wilfried)                       | SC Rei Koblenz (unbekannt)                                           | FSG Iserlohn (unbekannt)                                                          |
| 1967      | OFC Bonn (Convents, Walter; Milz, Franz; Theuerkauff, Jürgen; Wellmann, Dieter und Wöhler, Wilfried)                           | SC Rei Koblenz (unbekannt)                                           | FSG Iserlohn (unbekannt)                                                          |
| 1968      | OFC Bonn (Milz, Franz; Theuerkauff, Jürgen; Wellmann, Dieter; Wöhler, Wilfried und Wolfgarten, Wilfried)                       | SC Rei Koblenz (unbekannt)                                           | Hermannia Frankfurt (unbekannt)                                                   |
| 1969      | OFC Bonn (Convents, Walter; Milz, Franz; Theuerkauff, Jürgen; Wellmann, Dieter und Wolfgarten, Wilfried)                       | SC Rei Koblenz (unbekannt)                                           | FSG Iserlohn (unbekannt)                                                          |
| 1970      | OFC Bonn (Convents, Walter; Milz, Franz; Theuerkauff, Jürgen; Wellmann, Dieter und Wolfgarten, Wilfried)                       | TSV Bayer Dormagen (unbekannt)                                       | SC Rei Koblenz (unbekannt)                                                        |
| 1971      | OFC Bonn (Convents, Walter; Milz, Franz; Theuerkauff, Jürgen; Wellmann, Dieter und Wolfgarten, Wilfried)                       | Königsbacher SC Koblenz (unbekannt)                                  | TSV Bayer Dormagen (unbekannt)                                                    |
| 1972      | Königsbacher SC Koblenz (unbekannt)                                                                                            | OFC Bonn (unbekannt)                                                 | TSV Bayer Dormagen (unbekannt)                                                    |
| 1973      | OFC Bonn (Boch, Gerold; Convents, Walter; Fitting, Carl-Fritz; Theuerkauff, Jürgen und Wellmann, Dieter)                       | Königsbacher SC Koblenz (unbekannt)                                  | TSV Bayer Dormagen (unbekannt)                                                    |
| 1974      | Königsbacher SC Koblenz (unbekannt)                                                                                            | OFC Bonn (unbekannt)                                                 | TSV Bayer Dormagen (unbekannt)                                                    |
| 1975      | OFC Bonn (Boch, Gerold; Convents, Walter; Fitting, Carl-Fritz; Marzodko, Wolfgang und Wellmann, Dieter)                        | Königsbacher SC Koblenz (unbekannt)                                  | TSV Bayer Dormagen (unbekannt)                                                    |
| 1976      | OFC Bonn (Boch, Gerold; Convents, Walter; Fitting, Carl-Fritz; Marzodko, Wolfgang und Wellmann, Dieter)                        | TSV Bayer Dormagen (unbekannt)                                       | Königsbacher SC Koblenz (unbekannt)                                               |
| 1977      | TSV Bayer Dormagen (unbekannt)                                                                                                 | OFC Bonn (unbekannt)                                                 | Königsbacher SC Koblenz (unbekannt)                                               |
| 1978      | OFC Bonn (Boch, Gerold; Fitting, Carl-Fritz; Marzodko, Wolfgang; Nolte, Jürgen und Stotzem, Claus Dieter)                      | TSV Bayer Dormagen (unbekannt)                                       | TSG Eintracht Dortmund (unbekannt)                                                |
| 1979      | OFC Bonn (Boch, Gerold; Fitting, Carl-Fritz; Marzodko, Wolfgang; Volkmann, Jörg und Theuerkauff, Stefan)                       | TSV Bayer Dormagen (unbekannt)                                       | Königsbacher SC Koblenz (unbekannt)                                               |
| 1980      | OFC Bonn (Boch, Gerold; Fitting, Carl-Fritz; Freise, Ulrich; Marzodko, Wolfgang und Volkmann, Jörg)                            | TSV Bayer Dormagen (unbekannt)                                       | VfL Sankt Augustin (unbekannt)                                                    |
| 1981      | OFC Bonn (Boch, Gerold; Fitting, Carl-Fritz; Noreisch, Rainer, Theuerkauff, Stefan und Volkmann, Jörg)                         | TSV Bayer Dormagen (unbekannt)                                       | FC Tauberbischofsheim (unbekannt)                                                 |
| 1982      | OFC Bonn (Boch, Gerold; Fitting, Carl-.Fritz; Noreisch, Rainer; Süllwald, Ralf und Volkmann, Jörg)                             | FC Tauberbischofsheim (unbekannt)                                    | TSV Bayer Dormagen (unbekannt)                                                    |
| 1983      | nicht ausgetragen | nicht ausgetragen                                                    | nicht ausgetragen                                                                 |
| 1984      | OFC Bonn (Boch, Gerold; Kempenich, Jörg; Noreisch, Rainer Süllwald, Ralf und Volkmann, Jörg)                                   | TSV Bayer Dormagen (unbekannt)                                       | FC Tauberbischofsheim (unbekannt)                                                 |
| 1985      | VfL Sankt Augustin (Nolte, Boch, Reddelin, Dobos, Stotzem, Dreiner)                                                            | OFC Bonn (unbekannt)                                                 | FC Tauberbischofsheim (unbekannt)                                                 |
| 1986      | FC Tauberbischofsheim (Schneider, Lang, Huchwajda, Knies, Schramm)                                                             | OFC Bonn (unbekannt)                                                 | TSV Bayer Dormagen (unbekannt)                                                    |
| 1987      | OFC Bonn (Becker, Felix; Nolte, Jürgen; Eifler, Ulrich; Süllwald, Ralf und Volkmann, Jörg)                                     | FC Tauberbischofsheim (unbekannt)                                    | TSV Bayer Dormagen (unbekannt)                                                    |
| 1988      | TSV Bayer Dormagen (unbekannt)                                                                                                 | FC Tauberbischofsheim (unbekannt)                                    | OFC Bonn (unbekannt)                                                              |
| 1989      | OFC Bonn (Becker, Felix; Bleckmann, Frank; Eifler, Ulrich; Kempenich, Jörg und Nolte, Jürgen)                                  | TSV Bayer Dormagen (unbekannt)                                       | FC Tauberbischofsheim (unbekannt)                                                 |
| 1990      | FC Tauberbischofsheim (unbekannt)                                                                                              | OFC Bonn (unbekannt)                                                 | TSV Bayer Dormagen (unbekannt)                                                    |
| 1991      | OFC Bonn (Becker, Felix; Bleckmann, Frank; Eifler, Ulrich; Kempenich, Jörg und Nolte, Jürgen)                                  | FC Tauberbischofsheim (unbekannt)                                    | TSV Bayer Dormagen (unbekannt)                                                    |
| 1992      | OFC Bonn (Bleckmann, Frank; Kempenich, Jörg; Kraus, Mario; Möseler, Matthias und Nolte, Jürgen)                                | FC Tauberbischofsheim (unbekannt)                                    | TSV Bayer Dormagen (unbekannt)                                                    |
| 1993      | OFC Bonn (Becker, Felix; Bleckmann, Frank; Huchwajda, Jacek und Kempenich, Jörg)                                               | TSV Bayer Dormagen (unbekannt)                                       | FC Tauberbischofsheim (unbekannt)                                                 |
| 1994      | FC Tauberbischofsheim (unbekannt)                                                                                              | TSV Bayer Dormagen (unbekannt)                                       | OFC Bonn (unbekannt)                                                              |
| 1995      | FC Tauberbischofsheim (unbekannt)                                                                                              | OFC Bonn (unbekannt)                                                 | TSV Bayer Dormagen (unbekannt)                                                    |
| 1996      | FC Tauberbischofsheim (unbekannt)                                                                                              | OFC Bonn (unbekannt)                                                 | TSV Bayer Dormagen (unbekannt)                                                    |
| 1997      | TSV Bayer Dormagen (unbekannt)                                                                                                 | TSG Eislingen (unbekannt)                                            | FC Tauberbischofsheim (unbekannt)                                                 |
| 1998      | TSG Eislingen (unbekannt) | TSV Bayer Dormagen (unbekannt)                                       | FC Tauberbischofsheim (unbekannt)                                                 |
| 1999      | TSG Eislingen (Kraus, Herm, Zimmermann, Stehr)                                                                                 | Königsbacher SC Koblenz (unbekannt)                                  | TSV Bayer Dormagen (unbekannt)                                                    |
| 2000      | FC Tauberbischofsheim (unbekannt)                                                                                              | CTG Koblenz (unbekannt)                                              | TSG Eislingen (unbekannt)                                                         |
| 2001      | CTG Koblenz (unbekannt) | TSG Eislingen (Kraus, Zimmermann, Herm, Grimm)                       | FC Tauberbischofsheim (unbekannt)                                                 |
| 2002      | FC Tauberbischofsheim (unbekannt)                                                                                              | OFC Bonn (unbekannt)                                                 | Fechtclub Offenbach (unbekannt)                                                   |
| 2003      | TSG Eislingen (Kraus, Herm, Stehr, Zimmermann)                                                                                 | FC Tauberbischofsheim (unbekannt)                                    | Königsbacher SC Koblenz (unbekannt)                                               |
| 2004      | Königsbacher SC Koblenz (unbekannt)                                                                                            | FC Werbach (unbekannt)                                               | FC Tauberbischofsheim (unbekannt)                                                 |
| 2005      | Königsbacher SC Koblenz (unbekannt)                                                                                            | FC Tauberbischofsheim (unbekannt)                                    | TSG Eislingen (Kraus, Herm, Grimm, Stehr)                                         |
| 2006      | FC Tauberbischofsheim (unbekannt)                                                                                              | TSV Bayer Dormagen (unbekannt)                                       | Königsbacher SC Koblenz (unbekannt)                                               |
| 2007      | FC Tauberbischofsheim (Flegler, Hübner, Kindt, Klebes)                                                                         | TSV Bayer Dormagen (Limbach, Beisheim, Hartung, Bock)                | Königsbacher SC Koblenz (D. Bauer, S. Bauer, Boghicev, Bujdosó)                   |
| 2008      | TSV Bayer Dormagen (Limbach, Beisheim, Hartung, M. Szabo)                                                                      | FC Tauberbischofsheim (Kindt, Hübner, Klebes, Flegler)               | TSG Eislingen (Kraus, Stehr, Lehnert, Preßmar)                                    |
| 2009      | FC Tauberbischofsheim (Hübner, Klebes, Flegler, Eifler)                                                                        | TSV Bayer Dormagen (Limbach, Beisheim, Wagner, Hartung)              | TSG Eislingen (Schmelzer, Lehnert, Kindler, Preßmar)                              |
| 2010      | TSV Bayer Dormagen (S. Schrödter, Beisheim, Wagner, Hartung)                                                                   | FC Tauberbischofsheim (Hübner, Klebes, Flegler, Eifler)              | TSG Eislingen (M. Kindler, Schmelzer, Lehnert, Preßmar)                           |
| 2011      | FC Tauberbischofsheim (Hübner, Klebes, Flegler, B. Szabo)                                                                      | TSV Bayer Dormagen (Wagner, Hübers, Beisheim, Schrödter)             | TV Alsfeld (M. Hirzmann, N. Hirzmann, Merle, Eisenträger)                         |
| 2012      | TSV Bayer Dormagen (Beisheim, Hartung, Wagner, M. Szabo)                                                                       | TSG Eislingen (M. Kindler, Lehnert, Görzen, Preßmar)                 | TV Alsfeld (M. Hirzmann, N. Hirzmann, Ruppert, Tost)                              |
| 2013      | TSV Bayer Dormagen (M. Szabo, Hübers, Wagner, Schrödter)                                                                       | FC Tauberbischofsheim (Hübner, Klebes, Falb, Paul)                   | TSG Eislingen (Lehnert, M. Kindler, Görzen, Latzko)                               |
| 2014      | TSV Bayer Dormagen (Limbach, Hartung, Wagner, M. Szabo)                                                                        | FC Tauberbischofsheim (Sauer, Hübner, Krause, Falb)                  | TSG Eislingen (Lehnert, Görzen, Latzko, Rapp)                                     |
| 2015      | TSG Eislingen (Maximilian Kindler, Schaich, Rapp, F. Kindler)                                                                  | FC Tauberbischofsheim (Hübner, Klebes, Falb, Krause)                 | TSV Bayer Dormagen (Hartung, M. Szabo, Hübers, Schneider)                         |
| 2016      | TSV Bayer Dormagen (Koch, M. Szabo, Redwanz, Wagner)                                                                           | TSG Eislingen (Rapp, Maximilian Kindler, Schaich, F. Kindler)        | FC Tauberbischofsheim (Wüst, Falb, Krause, Hübner)                                |
| 2017      | TSV Bayer Dormagen (Hartung, Möller, Wagner, Hübers)                                                                           | TSG Eislingen (Maximilian Kindler, Schaich, F. Kindler, Rapp)        | FC Tauberbischofsheim (Falb, Paul, Hübner, Wüst)                                  |
| 2018      | TSV Bayer Dormagen (Hübers, L. Bonah, Hartung, Kempf)                                                                          | TSG Eislingen (Rapp, Degen, Schaich, Ulrich)                         | FC Tauberbischofsheim (Wüst, Paul, Falb, Krause)                                  |
| 2019      | TSV Bayer Dormagen (R. Schrödter, R. Bonah, Kempf, Schneider)                                                                  | TSG Eislingen (Maximilian Kindler, F. Kindler, Schaich, Rapp)        | Fechtzentrum Solingen (Seefeld, Schmitz, Becher)                                  |
| 2020–2021 | nicht ausgetragen | nicht ausgetragen                                                    | nicht ausgetragen                                                                 |
| 2022      | TSV Bayer Dormagen (Szabo, R. Bonah, Kempf, Schneider)                                                                         | TSG Eislingen (A. Heathcock, C. Heathcock, F. Kindler, Rapp)         | FC Tauberbischofsheim (Hofmann, Neuhäuser, Kuzmin)                                |
| 2023      | TSV Bayer Dormagen (R. Bonah, Schlaffer, Schneider, Seefeld)                                                                   | CTG Koblenz (Goliasch, Kalter, L. Mogg, M. Mogg)                     | TSG Eislingen (Degen, F. Kindler, Rapp, Rommelspacher)                            |
| 2024      | TSV Bayer Dormagen (Schlaffer, Methner, Kuzmin, Seefeld)                                                                       | FC Würth Künzelsau (Nicklas, Gommel, Reifschneider, Dünger)          | OFC Bonn (Hülshörster, Becker, Piecha, Effelsberg)                                |

## Damen

### Florett
| Jahr      | Gold | Silber                                                                  | Bronze                                                                               |
| --------- | --- | ----------------------------------------------------------------------- | ------------------------------------------------------------------------------------ |
| 1913–1936 | nicht ausgetragen | nicht ausgetragen                                                       | nicht ausgetragen                                                                    |
| 1937      | TV Offenbach (Deutzer, Gazzera, Jacob, Krausgrill, E. Schäfer, M. Schäfer)                                                                                          | Fechtclub Offenbach (E. Haß, H. Haß, Herbert, Leonhardt, Melzer, Moser) | Leipziger TuS 1885 Eintracht (C. Beyrich, E. Beyrich, Fischer, Heyßel, Kühne, Nagel) |
| 1938      | TV Offenbach (Deutzer, Gazzera, Krausgrill, Nikolai, M. Schäfer, Weise)                                                                                             | unbekannt                                                               | unbekannt                                                                            |
| 1939–1941 | nicht ausgetragen | nicht ausgetragen                                                       | nicht ausgetragen                                                                    |
| 1942      | FC Offenbach (unbekannt) | unbekannt                                                               | unbekannt                                                                            |
| 1943–1950 | nicht ausgetragen | nicht ausgetragen                                                       | nicht ausgetragen                                                                    |
| 1951      | Hermannia Frankfurt (unbekannt) | Fechtclub Offenbach (unbekannt)                                         | TK Hannover (unbekannt)                                                              |
| 1952      | Fechtclub Offenbach (H. Haß, Jacob, E. Haß, Höhle, Busch, Koch) | Kölner FK (unbekannt)                                                   | TV Offenbach (unbekannt)                                                             |
| 1953      | Fechtclub Offenbach (H. Haß, Jacob, E. Haß, Höhle, Herbert, Abé) | Kölner FK (unbekannt)                                                   | TK Hannover (unbekannt)                                                              |
| 1954      | Kölner FK (unbekannt) | TV Offenbach (unbekannt)                                                | Hermannia Frankfurt (unbekannt)                                                      |
| 1955      | Hermannia Frankfurt (unbekannt) | Eimsbütteler TV (unbekannt)                                             | TSG Heidenheim (unbekannt)                                                           |
| 1956      | Fechtclub Offenbach (Höhle, Jacob, Fischer, Frotscher, Grützner) | Hermannia Frankfurt (unbekannt)                                         | OFC Bonn (unbekannt)                                                                 |
| 1957      | OFC Bonn (unbekannt) | Fechtclub Offenbach (unbekannt)                                         | TK Hannover (unbekannt)                                                              |
| 1958      | TK Hannover (unbekannt) | Fechtclub Offenbach (unbekannt)                                         | OFC Bonn (unbekannt)                                                                 |
| 1959      | Fechtclub Offenbach (Höhle, Becker, Fischer, Frotscher, Grützner, Knapp)                                                                                            | DFK Hannover (unbekannt)                                                | Eimsbütteler TV (unbekannt)                                                          |
| 1960      | OFC Bonn (Michels, Ursula geb. Neubert; Molineus, Inge; Pauli, Hannelore, geb. Segschneider; Schubert, Hilde; Theuerkauff, Gundi, geb. Vorbrich und Thumser, Gundi) | TK Hannover (unbekannt)                                                 | TuS Rei Koblenz (unbekannt)                                                          |
| 1961      | TuS Rei Koblenz (unbekannt) | TSV Schwaben Augsburg (unbekannt)                                       | TK Hannover (unbekannt)                                                              |
| 1962      | Fechtclub Offenbach (Höhle, Becker, Grützner, Knapp, Cauer, Gundlach)                                                                                               | TSV Schwaben Augsburg (unbekannt)                                       | SC Rei Koblenz (unbekannt)                                                           |
| 1963      | SC Rei Koblenz (unbekannt) | Eimsbütteler TV (unbekannt)                                             | TSG Weinheim (unbekannt)                                                             |
| 1964      | Fechtclub Offenbach (Höhle, Becker, Grützner, Knapp, Cauer, Gundlach)                                                                                               | SC Rei Koblenz (unbekannt)                                              | OFC Bonn (unbekannt)                                                                 |
| 1965      | SC Rei Koblenz (unbekannt) | OFC Bonn (unbekannt)                                                    | Tsch Freiburg (unbekannt)                                                            |
| 1966      | OFC Bonn (Engler, Barbara; Hoffmann, Astrid; Koch, Manuela; Michels, Ursula, geb. Neubert und Theuerkauff, Gundi, geb. Vorbrich)                                    | Kölner FK (unbekannt)                                                   | SC Rei Koblenz (unbekannt)                                                           |
| 1967      | OFC Bonn (Bremer, Dorothee; Engler, Barbara; Hoffmann, Maja; Michels, Ursula, geb. Neubert und Theuerkauff, Gundi, geb. Vorbrichunbekannt)                          | TSG Weinheim (unbekannt)                                                | Kölner FK (unbekannt)                                                                |
| 1968      | TSG Weinheim (Münch, Enseling, Reich, Herbst, Lauppe) | OFC Bonn (unbekannt)                                                    | Kölner FK (unbekannt)                                                                |
| 1969      | Kölner FK (unbekannt) | TV 1860 Frankfurt (unbekannt)                                           | TSG Weinheim (unbekannt)                                                             |
| 1970      | Kölner FK (unbekannt) | Fecht-Club Tauberbischofsheim (unbekannt)                               | OFC Bonn (unbekannt)                                                                 |
| 1971      | Kölner FK (unbekannt) | Königsbacher SC Koblenz (unbekannt)                                     | TV 1860 Frankfurt (unbekannt)                                                        |
| 1972      | Kölner FK (unbekannt) | Königsbacher SC Koblenz (unbekannt)                                     | Fecht-Club Tauberbischofsheim (unbekannt)                                            |
| 1973      | Fecht-Club Tauberbischofsheim (Rutz-Gießelmann, Villing, Lotter, Beck, Rieck)                                                                                       | Königsbacher SC Koblenz (unbekannt)                                     | Kölner FK (unbekannt)                                                                |
| 1974      | Königsbacher SC Koblenz (unbekannt) | Fecht-Club Tauberbischofsheim (unbekannt)                               | Kölner FK (unbekannt)                                                                |
| 1975      | Fecht-Club Tauberbischofsheim (Rutz-Gießelmann, Villing, Lotter, Bischoff, Rieck)                                                                                   | Königsbacher SC Koblenz (unbekannt)                                     | Fechtclub Offenbach (unbekannt)                                                      |
| 1976      | Fecht-Club Tauberbischofsheim (Rutz-Gießelmann, Villing, Lotter, Bischoff, Schäffner)                                                                               | Königsbacher SC Koblenz (unbekannt)                                     | Kölner FK (unbekannt)                                                                |
| 1977      | Fecht-Club Tauberbischofsheim (Rutz-Gießelmann, Villing, Lotter, Bischoff, Schäffner)                                                                               | Königsbacher SC Koblenz (unbekannt)                                     | OFC Bonn (unbekannt)                                                                 |
| 1978      | Fecht-Club Tauberbischofsheim (Rutz-Gießelmann, Adrians, Lotter, Bischoff, Schäffner)                                                                               | Fechtclub Offenbach (unbekannt)                                         | Heidenheimer SB (unbekannt)                                                          |
| 1979      | OFC Bonn (unbekannt) | Königsbacher SC Koblenz (unbekannt)                                     | Fecht-Club Tauberbischofsheim (unbekannt)                                            |
| 1980      | Fecht-Club Tauberbischofsheim (Rutz-Gießelmann, Faul, Lotter, Bischoff, Schäffner)                                                                                  | OFC Bonn (unbekannt)                                                    |                                                                                      |
| 1981      | Fecht-Club Tauberbischofsheim (Bischoff, Lotter, Schäffner, Faul, Barkow)                                                                                           | OFC Bonn (unbekannt)                                                    | Heidenheimer SB (unbekannt)                                                          |
| 1982      | Fecht-Club Tauberbischofsheim (Bischoff, Lotter, Schäffner, Faul, Kuhn)                                                                                             | FC Berlin-Grunewald (unbekannt)                                         | Heidenheimer SB (unbekannt)                                                          |
| 1983      | nicht ausgetragen | nicht ausgetragen                                                       | nicht ausgetragen                                                                    |
| 1984      | Fecht-Club Tauberbischofsheim (Funkenhauser, Schäffner, Bischoff, Faul, Lotter)                                                                                     | OFC Bonn (unbekannt)                                                    | Heidenheimer SB (unbekannt)                                                          |
| 1985      | Fechtclub Offenbach (Hanisch, Weber, Preusker, Ittner, Koksch) | Fecht-Club Tauberbischofsheim (unbekannt)                               | Heidenheimer SB (unbekannt)                                                          |
| 1986      | Fecht-Club Tauberbischofsheim (Funkenhauser, Bau, Bischoff, Fichtel, Lang)                                                                                          | OFC Bonn (unbekannt)                                                    | Fechtclub Offenbach (unbekannt)                                                      |
| 1987      | Fecht-Club Tauberbischofsheim (Funkenhauser, Bau, Bischoff, Fichtel, Lang)                                                                                          | Fechtclub Offenbach (unbekannt)                                         | OFC Bonn (unbekannt)                                                                 |
| 1988      | Fecht-Club Tauberbischofsheim (unbekannt) | Fechtclub Offenbach (unbekannt)                                         | OFC Bonn (unbekannt)                                                                 |
| 1989      | Fecht-Club Tauberbischofsheim (unbekannt) | OFC Bonn (unbekannt)                                                    | Offenbacher FS (unbekannt)                                                           |
| 1990      | Fecht-Club Tauberbischofsheim (unbekannt) | OFC Bonn (unbekannt)                                                    | Heidenheimer SB (unbekannt)                                                          |
| 1991      | Fecht-Club Tauberbischofsheim (unbekannt) | OFC Bonn (unbekannt)                                                    | SC Berlin (unbekannt)                                                                |
| 1992      | Fecht-Club Tauberbischofsheim (unbekannt) | OFC Bonn (unbekannt)                                                    | Dresdner Fecht-Club (unbekannt)                                                      |
| 1993      | Fecht-Club Tauberbischofsheim (unbekannt) | OFC Bonn (unbekannt)                                                    | TSV Bayer Dormagen (unbekannt)                                                       |
| 1994      | Fecht-Club Tauberbischofsheim (unbekannt) | TSV Bayer Dormagen (unbekannt)                                          | OFC Bonn (unbekannt)                                                                 |
| 1995      | Fecht-Club Tauberbischofsheim (unbekannt) | TSV Bayer Dormagen (unbekannt)                                          | OFC Bonn (unbekannt)                                                                 |
| 1996      | Fecht-Club Tauberbischofsheim (unbekannt) | TSV Bayer Dormagen (unbekannt)                                          | OFC Bonn (unbekannt)                                                                 |
| 1997      | Fecht-Club Tauberbischofsheim (unbekannt) | ETuF Essen (unbekannt)                                                  | TSV Bayer Dormagen (unbekannt)                                                       |
| 1998      | Fecht-Club Tauberbischofsheim (unbekannt) | TSV Bayer Dormagen (unbekannt)                                          | ETuF Essen (unbekannt)                                                               |
| 1999      | Fecht-Club Tauberbischofsheim (unbekannt) | ETuF Essen (unbekannt)                                                  | SC Berlin (unbekannt)                                                                |
| 2000      | Fecht-Club Tauberbischofsheim (unbekannt) | OFC Bonn (unbekannt)                                                    | SC Berlin (unbekannt)                                                                |
| 2001      | Fecht-Club Tauberbischofsheim (unbekannt) | OFC Bonn (unbekannt)                                                    | SC Berlin (unbekannt)                                                                |
| 2002      | Fecht-Club Tauberbischofsheim (unbekannt) | SC Berlin (unbekannt)                                                   | TSV Bayer Dormagen (unbekannt)                                                       |
| 2003      | Fecht-Club Tauberbischofsheim (unbekannt) | OFC Bonn (unbekannt)                                                    | TSV Bayer 04 Leverkusen (unbekannt)                                                  |
| 2004      | Fecht-Club Tauberbischofsheim (unbekannt) | OFC Bonn (unbekannt)                                                    | SC Berlin (unbekannt)                                                                |
| 2005      | Fecht-Club Tauberbischofsheim (unbekannt) | SC Berlin (unbekannt)                                                   | OFC Bonn (unbekannt)                                                                 |
| 2006      | Fecht-Club Tauberbischofsheim (unbekannt) | SC Berlin (unbekannt)                                                   | ETuF Essen (unbekannt)                                                               |
| 2007      | Fecht-Club Tauberbischofsheim (Wächter, Golubytskyi, Haenlein, Bartkowski)                                                                                          | SC Berlin (Zacke, Schult, Karg, Remus)                                  | ETuF Essen (Dünholter, Mengs, Michalski, Fischedick)                                 |
| 2008      | Fecht-Club Tauberbischofsheim (Wolgast, Schache, Golubytskyi, Wächter)                                                                                              | SC Berlin (Zacke, Schult, Karg, Wolf)                                   | FSC Jena (Kliewer, Michaluk, Blumenstein, Scharf)                                    |
| 2009      | Fecht-Club Tauberbischofsheim (Schache, Golubytskyi, Wächter, Bartkowski)                                                                                           | TSV Bayer 04 Leverkusen (L. Merkl, R. Merkl, Sohlow, Klauck)            | SC Berlin (Zacke, Schult, St. Reese, Wolf)                                           |
| 2010      | Fecht-Club Tauberbischofsheim (Golubytskyi, Schache, Wächter, Wolgast)                                                                                              | SC Berlin (Zacke, Schult, St. Reese, Nettersheim)                       | TSV Bayer 04 Leverkusen (L. Merkl, R. Merkl, Klauck, Sohlow)                         |
| 2011      | Fecht-Club Tauberbischofsheim (Golubytskyi, Wächter, Bingenheimer, Schache)                                                                                         | SC Berlin (Zacke, Schult, St. Reese, So. Reese)                         | TSV Bayer 04 Leverkusen (L. Merkl, R. Merkl, Klauck, Sohlow)                         |
| 2012      | Fecht-Club Tauberbischofsheim (Golubytskyi, Schache, Wächter, Bingenheimer)                                                                                         | SC Berlin (Zacke, Schult, St. Reese, Kirschen)                          | TSV Bayer 04 Leverkusen (Stauch, L. Merkl, R. Merkl, Klauck)                         |
| 2013      | Fecht-Club Tauberbischofsheim (Golubytskyi, Bingenheimer, Sauer, Hampel)                                                                                            | OFC Bonn (Schmitz, Krause, Moor, Braun)                                 | SC Berlin (Zacke, Kirschen, Kinzel, Warsow)                                          |
| 2014      | Fecht-Club Tauberbischofsheim (Golubytskyi, Wächter, Sauer, Bingenheimer)                                                                                           | OFC Bonn (Schmitz, Krause, Braun, Moor)                                 | SC Berlin (Zacke, Bartholme, Kinzel, Kirschen)                                       |
| 2015      | Fecht-Club Tauberbischofsheim (Bingenheimer, Knauer, Hampel, K. Behr)                                                                                               | OFC Bonn (Krause, Schmitz, Moor, Braun)                                 | SC Berlin (Zacke, Kirschen, Walther, Kinzel)                                         |
| 2016      | Fecht-Club Tauberbischofsheim (Hampel, Sauer, L. Behr, Golubytskyi)                                                                                                 | FC Moers (Greiffer, Fenger, Ueltgesforth, Féron)                        | OFC Bonn (Schmitz, Braun, Stephan, Krause)                                           |
| 2017      | Fecht-Club Tauberbischofsheim (Ebert, Hampel, Sauer, L. Behr) | OFC Bonn (Schmitz, Braun, Stephan, Krause)                              | FC Leipzig (Walther, Romanus, Wegener)                                               |
| 2018      | Fecht-Club Tauberbischofsheim (L. Behr, Ebert, Hampel, Sauer) | OFC Bonn (Schmitz, Braun, Stephan, Krause)                              | PSV Stuttgart (Harsányi, Merkert, Posgay)                                            |
| 2019      | Future Fencing Werbach (Golubytskyi, Ebert, König, Sauer) | TSG Weinheim (Hohenadel, Kirsch, Erhardt, Holland-Cunz)                 | Fecht-Club Tauberbischofsheim (L. Behr, Dhuique-Hein, Hampel, Ueltgesforth)          |
| 2020      | nicht ausgetragen | nicht ausgetragen                                                       | nicht ausgetragen                                                                    |
| 2021      | Future Fencing Werbach (Sauer, Ebert, Hassend, König) | PSV Stuttgart (Posgay, Merkert, Vogel, Rustler)                         | Fecht-Club Tauberbischofsheim (Kirsch, L. Behr, Dhuique-Hein, Ueltgesforth)          |
| 2022      | Fecht-Club Tauberbischofsheim (Ueltgesforth, Morandi, Kirsch, L. Behr, Dhuique-Hein)                                                                                | PSV Stuttgart (Posgay, Vogel, Rustler, Baars)                           | TSG Weinheim (L. Hohenadel, Holland-Cunz, Höfler, C. Hohenadel)                      |
| 2023      | Fecht-Club Tauberbischofsheim (L. Behr, Dhuique-Hein, Ebert, Kirsch)                                                                                                | TSG Weinheim (Höfler, C. Hohenadel, Holland-Cunz, Kraft)                | PSV Stuttgart (Baars, Posgay, Rustler, Vogel)                                        |
| 2024      | Fecht-Club Tauberbischofsheim (Ueltgesforth, L. Behr, Dhuique-Hein, Morandi)                                                                                        | TSG Weinheim (C. Hohenadel, Holland-Cunz, L. Hohenadel, Höfler)         | PSV Stuttgart (Witt, Rustler, Vogel, Posgay)                                         |

### Degen
| Jahr      | Gold                                                          | Silber                                                              | Bronze                                                                              |
| --------- | ------------------------------------------------------------- | ------------------------------------------------------------------- | ----------------------------------------------------------------------------------- |
| 1913–1987 | nicht ausgetragen                                             | nicht ausgetragen                                                   | nicht ausgetragen                                                                   |
| 1988      | Heidenheimer SB (unbekannt)                                   | Fecht-Club Tauberbischofsheim (unbekannt)                           | Königsbacher SC Koblenz (unbekannt)                                                 |
| 1989      | Fechtclub Offenbach (unbekannt)                               | OFC Bonn (unbekannt)                                                | Fecht-Club Tauberbischofsheim (unbekannt)                                           |
| 1990      | Fechtclub Offenbach (unbekannt)                               | OFC Bonn (unbekannt)                                                | Fecht-Club Tauberbischofsheim (unbekannt)                                           |
| 1991      | Heidenheimer SB (unbekannt)                                   | Fecht-Club Tauberbischofsheim (unbekannt)                           | OFC Bonn (unbekannt)                                                                |
| 1992      | Fechtclub Offenbach (Ittner, Nass, Ackermann, Baumgarten)     | Fecht-Club Tauberbischofsheim (unbekannt)                           | OFC Bonn (unbekannt)                                                                |
| 1993      | Heidenheimer SB (unbekannt)                                   | OFC Bonn (unbekannt)                                                | Fecht-Club Tauberbischofsheim (unbekannt)                                           |
| 1994      | OFC Bonn (unbekannt)                                          | Fechtclub Offenbach (unbekannt)                                     | Heidenheimer SB (unbekannt)                                                         |
| 1995      | Heidenheimer SB (unbekannt)                                   | OFC Bonn (unbekannt)                                                | Fechtclub Offenbach (unbekannt)                                                     |
| 1996      | Fechtclub Offenbach (Ittner, Nass, Tschendel, Ackermann)      | Heidenheimer SB (unbekannt)                                         | Fecht-Club Tauberbischofsheim (unbekannt)                                           |
| 1997      | Fechtclub Offenbach (Ittner, Nass, Ophardt, Ackermann)        | OFC Bonn (unbekannt)                                                | Heidenheimer SB (unbekannt)                                                         |
| 1998      | Fechtclub Offenbach (Nass, Ophardt, Haamel, Ackermann)        | OFC Bonn (unbekannt)                                                | Fecht-Club Tauberbischofsheim (unbekannt)                                           |
| 1999      | Fecht-Club Tauberbischofsheim (unbekannt)                     | Fechtclub Offenbach (unbekannt)                                     | OFC Bonn (unbekannt)                                                                |
| 2000      | Fechtclub Offenbach (unbekannt)                               | Heidenheimer SB (unbekannt)                                         | SC Berlin (unbekannt)                                                               |
| 2001      | Heidenheimer SB (unbekannt)                                   | Fechtclub Offenbach (unbekannt)                                     | OFC Bonn (unbekannt)                                                                |
| 2002      | Heidenheimer SB (unbekannt)                                   | FG Koblenz (unbekannt)                                              | TSG Eislingen (unbekannt)                                                           |
| 2003      | Heidenheimer SB (unbekannt)                                   | Fecht-Club Tauberbischofsheim (unbekannt)                           | Fechtclub Offenbach (unbekannt)                                                     |
| 2004      | Heidenheimer SB (unbekannt)                                   | Fecht-Club Tauberbischofsheim (unbekannt)                           | Fechtclub Offenbach (unbekannt)                                                     |
| 2005      | Fecht-Club Tauberbischofsheim (unbekannt)                     | Heidenheimer SB (unbekannt)                                         | TSV Bayer 04 Leverkusen (unbekannt)                                                 |
| 2006      | Fecht-Club Tauberbischofsheim (unbekannt)                     | Heidenheimer SB (unbekannt)                                         | TSV Bayer 04 Leverkusen (unbekannt)                                                 |
| 2007      | OFC Bonn (Duplitzer, Hoffmann, Burnatowski, Kappen)           | Heidenheimer SB (Sozanska, Friebe, Miller, Hennig)                  | Fecht-Club Tauberbischofsheim (Bokel, Holz, Birthelmer, Nowakowski)                 |
| 2008      | TSV Bayer 04 Leverkusen (Heidemann, Marković, Huptas, Meisen) | OFC Bonn (Dostert, Burnatowski, Jahn, Kappen)                       | Fecht-Club Tauberbischofsheim (Christmann, Birthelmer, Epp, Raisch)                 |
| 2009      | SC Berlin (Kirschen, Brockmann, Härtel, Andersson)            | Fecht-Club Tauberbischofsheim (Christmann, Birthelmer, Epp, Sieber) | TSV Bayer 04 Leverkusen (Morawietz, Heidemann, Marković, Meisen)                    |
| 2010      | OFC Bonn (Ndolo, Jahn, Duplitzer, Dostert)                    | Heidenheimer SB (Sozanska, Multerer, Kövecs, Miller)                | TSV Bayer 04 Leverkusen (Heidemann, Marijana Marković, Schneider, Morawietz)        |
| 2011      | Heidenheimer SB (Sozanska, Multerer, Kövecs, Werner)          | OFC Bonn (Duplitzer, Suhrbier, Ndolo, Dostert)                      | TSV Bayer 04 Leverkusen (Heidemann, Marijana Marković, Morawietz, Schneider)        |
| 2012      | Heidenheimer SB (Sozanska, Multerer, Schünke, Kövecs)         | OFC Bonn (Ndolo, Reimer, Suhrbier, Dostert)                         | Fechtclub Offenbach (N. Stahlberg, Lachta, S. Stahlberg, Kieslich)                  |
| 2013      | Fechtclub Offenbach (N. Stahlberg, Lachta, Stech, Kieslich)   | Heidenheimer SB (Multerer, Schünke, Hornischer, Ehler)              | OFC Bonn (Duplitzer, Suhrbier, Dostert, Reimer)                                     |
| 2014      | Heidenheimer SB (Schünke, Multerer, Ehler, Werner)            | TSV Bayer 04 Leverkusen (Marijana Marković, Ndolo, Békefi)          | WMTV Solingen (Suhrbier, Reimer, Treudt-Gösser, Göhner)                             |
| 2015      | WMTV Solingen (Suhrbier, Treudt-Gösser, Dostert, Keimburg)    | Heidenheimer SB (Multerer, Schünke, Ehler, Werner)                  | Fecht-Club Tauberbischofsheim (Christmann, Derr, Piesch, Vollrath)                  |
| 2016      | WMTV Solingen (Reimer, Suhrbier, Treudt-Gösser, Keimburg)     | Heidenheimer SB (Ehler, Riedmüller, Multerer, Hornischer)           | Fechtclub Offenbach (N. Stahlberg, Zahn, Saric, Stech)                              |
| 2017      | TSV Bayer 04 Leverkusen (Ludolf, Ndolo, Békefi, Multerer)     | Heidenheimer SB (Fautsch, Ehler, Weitbrecht, Riedmüller)            | Fechtclub Offenbach (Stech, Sozanska, N. Stahlberg, Plachta)                        |
| 2018      | TSV Bayer 04 Leverkusen (Ehler, Werner, Mahrokh, Multerer)    | Heidenheimer SB (Weitbrecht, Riedmüller, Jonas, Hornischer)         | Fecht-Club Tauberbischofsheim (Piesch, Derr, Vollrath, Christmann)                  |
| 2019      | TSV Bayer 04 Leverkusen (Ndolo, Werner, Ehler, Multerer)      | Heidenheimer SB (Hornischer, N. Stahlberg, Riedmüller, Jonas)       | Fecht-Club Tauberbischofsheim (Derr, Christmann, Vollrath, Kunjan)                  |
| 2020–2021 | nicht ausgetragen                                             | nicht ausgetragen                                                   | nicht ausgetragen                                                                   |
| 2022      | TSV Bayer 04 Leverkusen (Ndolo, Goldmann, Ehler, Multerer)    | Heidenheimer SB (Hilbrig, N. Stahlberg, Riedmüller, Jonas)          | FC Leipzig (Grollmisch, Ziegler, Jaskulla, Krustewitz)                              |
| 2023      | Heidenheimer SB (Hilbrig, Jonas, Loh, Zittel)                 | TSV Bayer 04 Leverkusen (Ehler, Goldmann, Sncho, Wetzker)           | Heidelberger FC/TSG Rohrbach (Breitwieser, Klingelberger, Schmidt-Thomée, Steffens) |
| 2024      | TSV Bayer 04 Leverkusen (Ndolo, Goldmann, Ehler, Multerer)    | Heidenheimer SB (Heinz, Yoosefi, Jonas, Ale. Zittel)                | Fecht-Club Tauberbischofsheim (Zerrweck, Kozielski, Vollrath, All. Zittel)          |

### Säbel
| Jahr      | Gold                                                      | Silber                                                                  | Bronze                                                                      |
| --------- | --------------------------------------------------------- | ----------------------------------------------------------------------- | --------------------------------------------------------------------------- |
| 1913–1999 | nicht ausgetragen                                         | nicht ausgetragen                                                       | nicht ausgetragen                                                           |
| 2000      | TSG Eislingen (unbekannt)                                 | FC Göppingen (unbekannt)                                                | Fecht-Club Tauberbischofsheim (unbekannt)                                   |
| 2001      | TSG Eislingen (unbekannt)                                 | FC Göppingen (unbekannt)                                                | Fecht-Club Tauberbischofsheim (unbekannt)                                   |
| 2002      | TSG Eislingen (unbekannt)                                 | FC Göppingen (unbekannt)                                                | TSV Bayer Dormagen (unbekannt)                                              |
| 2003      | TSG Eislingen (unbekannt)                                 | Königsbacher SC Koblenz (unbekannt)                                     | Fecht-Club Tauberbischofsheim (unbekannt)                                   |
| 2004      | Fecht-Club Tauberbischofsheim (unbekannt)                 | TSG Eislingen (unbekannt)                                               | Königsbacher SC Koblenz (unbekannt)                                         |
| 2005      | Fecht-Club Tauberbischofsheim (unbekannt)                 | TSG Eislingen (unbekannt)                                               | TSV Bayer Dormagen (unbekannt)                                              |
| 2006      | TSV Bayer Dormagen (unbekannt)                            | Königsbacher SC Koblenz (unbekannt)                                     | TSG Eislingen (unbekannt)                                                   |
| 2007      | TSG Eislingen (Klemm, Maier, Woschek, Preßmar)            | TSV Bayer Dormagen (Kubissa, Limbach, Grodde, Lazăr-Szabo)              | Königsbacher SC Koblenz (Bujdosó, Kuchcinski, Sauer, Kleber)                |
| 2008      | TSV Bayer Dormagen (Kubissa, Hirzmann, Limbach, Scholten) | TSG Eislingen (Klemm, Maier, Ercetin, Preßmar)                          | Fecht-Club Tauberbischofsheim (Häntzsch, Biesinger, Zerfass, Osyczka)       |
| 2009      | TSV Bayer Dormagen (Hirzmann, Kubissa, Limbach, Scholten) | Königsbacher SC Koblenz (Bujdosó, Kuchcinski, Kwidzinski, Kleber)       | Fecht-Club Tauberbischofsheim (Klemm, Zerfass, Häntzsch, Cosar)             |
| 2010      | TSV Bayer Dormagen (Hirzmann, Kubissa, Limbach, Scholten) | Fecht-Club Tauberbischofsheim (Klemm, Zerfass, Häntzsch, Freudenberger) | TSG Eislingen (Preßmar, Ercetin, Kindler, Samendinger)                      |
| 2011      | TSV Bayer Dormagen (Kubissa, Hirzmann, Limbach, Kusian)   | Fecht-Club Tauberbischofsheim (Klemm, Freudenberger, Grodde, Bührle)    | Königsbacher SC Koblenz (Bujdosó, Kleber, Görg, Redwanz)                    |
| 2012      | TSV Bayer Dormagen (Kubissa, Hirzmann, Kusian, Henze)     | Fecht-Club Tauberbischofsheim (Klemm, Bührle, Freudenberger, Grodde)    | FC Würth Künzelsau (Munz, Musch, Hirn)                                      |
| 2013      | TSV Bayer Dormagen (Klemm, Hirzmann, Kubissa, Krüger)     | TSG Eislingen (Preßmar, Kindler, Volkmann, Ercetin)                     | Königsbacher SC Koblenz (Bujdosó, Görg, Barth, Humm)                        |
| 2014      | TSV Bayer Dormagen (Kusian, Hirzmann, Limbach, Klemm)     | TSG Eislingen (Preßmar, Ahrens, Volkmann, Kindler)                      | Fecht-Club Tauberbischofsheim (Freudenberger, Ottenbacher, Bührle, Grodde)  |
| 2015      | TSV Bayer Dormagen (Limbach, Klemm, Kubissa, Kusian)      | TSG Eislingen (Kindler, Volkmann, Preßmar, Kuhn)                        | Fecht-Club Tauberbischofsheim (Freudenberger, Grodde, K. Eifler, N. Eifler) |
| 2016      | TSV Bayer Dormagen (Limbach, Klemm, Kubissa, Kusian)      | Fecht-Club Tauberbischofsheim (K. Eifler, Breitkreutz, N. Eifler)       | TSG Eislingen (Kindler, Preßmar, Volkmann, Kuhn)                            |
| 2017      | TSV Bayer Dormagen (Limbach, Krüger, Kusian, Roth)        | FC Würth Künzelsau (Funke, Hirn, Gette, Bürkert)                        | TSG Eislingen (Kindler, Preßmar, Volkmann, Kuhn)                            |
| 2018      | TSV Bayer Dormagen (Kusian, Eifler, Limbach, Krüger)      | TSG Eislingen (Preßmar, Treffkorn, Kindler, Mäschke)                    | FC Würth Künzelsau (Bürkert, Stapf, Gette, Hirn)                            |
| 2019      | TSV Bayer Dormagen (Limbach, Krüger, Eifler, Kusian)      | FC Würth Künzelsau (Gette, Stapf, Bürkert, Funke)                       | TSG Eislingen (Singer, Kuhn, Kindler, Mäschke)                              |
| 2020–2021 | nicht ausgetragen                                         | nicht ausgetragen                                                       | nicht ausgetragen                                                           |
| 2022      | FC Würth Künzelsau (Gette, Bürkert, Weber, Funke)         | TSV Bayer Dormagen (Herborn, Derkum, Eifler)                            | Tura Büderich (J. Schiffer, Henze, Roth, S. Schiffer)                       |
| 2023      | FC Würth Künzelsau (Bürkert, Funke, Gette, Stemper)       | TSV Bayer Dormagen (Herborn, Krüger, Kurth, Kurzawa)                    | Mainzer TV (G. Graudins, V. Graudins, Thomé, Tropmann)                      |
| 2024      | FC Würth Künzelsau ( Gette, Stemper, Weber, Funke)        | TSV Bayer Dormagen (Kurzawa, Weiland, Herborn, Eifler)                  | Mainzer TV (Varnakhina, Thomé, V. Graudins, C. Graudins)                    |

## Statistik
Insgesamt konnten 31 Mannschaften Meisterschaften in einer der sechs Disziplinen gewinnen. Am meisten Vereine gewannen in der Disziplin Herrendegen, wo es insgesamt 14 verschiedene Titelträger gab. Im Damensäbel, in dem erst seit 2000 Deutsche Meisterschaften ausgetragen wurden, konnten dagegen erst fünf Vereine einen Titel gewinnen. Die meisten – insgesamt 125 – Meisterschaften gewann der Fecht-Club Tauberbischofsheim. Daneben gelang es dem FC Tauberbischofsheim als bisher einzigem Verein, in allen Disziplinen jeweils mit Damen und Herren Mannschaftsmeister zu werden.
| Nr. | Verein                         | Meistertitel | Florett | Florett  | Degen   | Degen    | Säbel   | Säbel    |
| Nr. | Verein                         | Meistertitel | (Damen) | (Herren) | (Damen) | (Herren) | (Damen) | (Herren) |
| --- | ------------------------------ | ------------ | ------- | -------- | ------- | -------- | ------- | -------- |
| 1   | Fecht-Club Tauberbischofsheim  | 126          | 45      | 32       | 3       | 33       | 2       | 11       |
| 2   | OFC Bonn                       | 72           | 5       | 31       | 3       | 6        | 0       | 27       |
| 3   | Fecht-Club Hermannia Frankfurt | 48           | 2       | 19       | 0       | 16       | 0       | 11       |
| 4   | Heidenheimer SB                | 29           | 0       | 0        | 12      | 17       | 0       | 0        |
| 5   | TSV Bayer Dormagen             | 28           | 0       | 0        | 0       | 0        | 13      | 15       |
| 6   | Fechtclub Offenbach            | 23           | 8       | 0        | 8       | 4        | 0       | 3        |
| 7   | Königsbacher SC Koblenz        | 11           | 4       | 1        | 0       | 0        | 0       | 6        |
|     | TSV Bayer 04 Leverkusen        | 11           | 0       | 0        | 6       | 5        | 0       | 0        |
| 9   | TSG Eislingen                  | 9            | 0       | 0        | 0       | 0        | 5       | 4        |
| 10  | TK Hannover                    | 7            | 1       | 0        | 0       | 1        | 0       | 5        |
| 11  | Kölner FK                      | 5            | 0       | 0        | 0       | 0        | 4       | 1        |
| 12  | TSG Weinheim                   | 4            | 2       | 2        | 0       | 0        | 0       | 0        |
| 13  | FC Würth Künzelsau             | 3            | 0       | 0        | 0       | 0        | 3       | 0        |
| 14  | Future Fencing Werbach         | 2            | 2       | 0        | 0       | 0        | 0       | 0        |
|     | TV Offenbach                   | 2            | 0       | 2        | 0       | 0        | 0       | 0        |
|     | WMTV Solingen                  | 2            | 0       | 0        | 2       | 0        | 0       | 0        |
| 17  | Dresdner Fecht-Club            | 1            | 0       | 1        | 0       | 0        | 0       | 0        |
|     | ETuF Essen                     | 1            | 0       | 1        | 0       | 0        | 0       | 0        |
|     | SC Berlin                      | 1            | 0       | 0        | 1       | 0        | 0       | 0        |
|     | TS Bayreuth                    | 1            | 0       | 0        | 0       | 1        | 0       | 0        |
|     | SV Böblingen                   | 1            | 0       | 0        | 0       | 1        | 0       | 0        |
|     | DFC Düsseldorf                 | 1            | 0       | 0        | 0       | 1        | 0       | 0        |
|     | Hamburger FC                   | 1            | 0       | 0        | 0       | 1        | 0       | 0        |
|     | FC Leipzig                     | 1            | 0       | 0        | 0       | 1        | 0       | 0        |
|     | TSV Mannheim                   | 1            | 0       | 0        | 0       | 1        | 0       | 0        |
|     | Mannschaft der Reichswehr      | 1            | 0       | 0        | 0       | 1        | 0       | 0        |
|     | Militär-Turnanstalt Berlin     | 1            | 0       | 0        | 0       | 0        | 0       | 1        |
|     | TV 1860 Frankfurt              | 1            | 0       | 0        | 0       | 0        | 0       | 1        |
|     | CTG Koblenz                    | 1            | 0       | 0        | 0       | 0        | 0       | 1        |
|     | MTV München                    | 1            | 0       | 0        | 0       | 0        | 0       | 1        |
|     | VfL Sankt Augustin             | 1            | 0       | 0        | 0       | 0        | 0       | 1        |